# История Находки
Археологические раскопки свидетельствуют, что на территории города Находки люди жили со времён глубокой древности. На момент открытия англичанами (1855/1856) и русскими (1859) берега бухты Находка и залива Находка, согласно отечественной историографии, относились к «неразграниченным территориям» («ничейным» землям), на российских картах XVIII—XIX веков обозначались как владения Китайского государства. 18 июня 1859 года русским пароходо-корветом «Америка» было засвидетельствовано два селения на правом и левом берегу бухты: об этих селениях ничего не известно. В XIX — начале XX века китайцы вели здесь промысел морской капусты: по изобилию морской капусты залив по-китайски назывался Туне-хай-цао — «бухта морской капусты».
Первые русские и финские селения были недолговечными и не оставили следов существования: военный пост (менял своё расположение; 1864 — ок. 1873) и расположенное при нём первое русское гражданское селение (уп. 1864), удельная фактория Находка (1867—1873), три поселения финляндцев (ок. 1870). Деятельность военного поста была связана с приведением в повиновение китайского населения долины реки Партизанской. В 1898 году в разных местах бухты располагались китайские и корейские промышленники, единственным признаком посещаемости берегов бухты русскими служило деревянное здание пароходства Шевелёва, построенное годом ранее.
Вторичное заселение местности русскими: вблизи залива Америка возникла деревня Американка (осн. 1907); вдоль бухты Находка — «посёлок при пароходной пристани» Находка (уп. 1910), а также хутора и усадьбы. В 1939 году, в атмосфере приближающейся войны, советское правительство приняло решение о переводе важнейших предприятий — торгового и рыбного портов из Владивостока в бухту Находка: «так у деревушек и хуторов в бухте Находка появилось урбанизированное будущее». В том же году предписывалось перевести транзитные лагеря заключённых из Владивостока в бухту Находка. В 1945 году развёрнуты лагеря военнопленных японцев — строителей будущего города.
В 1947—1992 годах Находка — единственный город (статус города с 1950 года) и порт на Дальнем Востоке, открытый для посещения иностранцами. Единственный узел международных связей на советском Дальнем Востоке: место расположения трёх иностранных консульств, Находку ежегодно посещало до 150 тысяч туристов со всех концов мира. Крупнейший на советском Дальнем Востоке рыбный порт. Находка была прежде всего городом рыбаков.
В постсоветский период Находка утратила функцию центра международного общения; Находкинская БАМР сократила флот в 10 раз (к 2021 году), от Рыбного порта осталось только название: численность его работников сократилась почти в 37 раз (к 2015 году), 
были снесены жестянобаночная фабрика и фабрика орудий лова. На месте бывших предприятий рыбохозяйственного комплекса организована перегрузка экспортного угля.

## Историография
Об истории Находки первоначально писали только в газетных материалах: это были статьи первого директора городского музея Раисы Паутовой, краеведа Галины Шовба. Затем документальными исследованиями занялась Марина Нургалиева, которая использовала материалы городского музея, городского, краевого и томского архивов. Позднее появились сборники.
26 ноября 1997 года прошла первая встреча клуба «Краеведы Находки». В 1999 году была издана книга бывшего первого секретаря находкинского горкома КПСС Николая Хромовских «Размышления о прожитом». В 2002 году издана книга краеведа Геннадия Фокина «Залив Америка». В 2003 году издана книга историка из Владивостока Л. В. Александровской «Опыт первого морского переселения в Южно-Уссурийский край в 60-х годах 19 века», рассказывающая о финской фактории. В 2004 году издана книга краеведа Павла Шепчугова «Забытая Американка: (хроника первой половины XX века)», в 2015 году — «На острие Восточного вектора».
В 2005 году вышла первая монография по истории Находки — «Восточные ворота России: материалы к истории города Находки» краеведа Юрия Меринова. В 2018 году на основе новых фактов издана его книга «Земля Находкинская». По мнению находкинского старожила Л. С. Токаренко, у Меринова имеются ошибки.
С 2013 года издаётся «Литературно-краеведческий вестник», в котором публикуются краеведческие работы Городской библиотеки-музея.

### Спор о дате основания Находки
Отправной точкой летоисчисления Находки принимается 18 мая 1950 года — день присвоения рабочему посёлку статуса города. В «Находкинском рабочем» в течение нескольких десятилетий периодически отражается альтернативная точка зрения, сторонники которой предлагают начинать отсчёт истории города с момента основания военного поста весной 1864 года. Третья точка зрения принимает за начало отсчёта истории города дату открытия русскими моряками залива и бухты Находка 18 июня 1859 года.

## Археологические данные
На территории города обнаружены следы поселений железного века, относящихся к янковской культуре. Плотные нагромождения раковин образуют длинный вал, тянущийся вдоль берега моря на сотни метров. На берегах озера Лебединого, бухт Находка, Тунгус, Прозрачная найдены остатки поселений людей каменного и железного веков, к настоящему времени частично или полностью разрушенные.
Поселение, средневековое при въезде в Находку (трасса Владивосток — Находка), на берегу озера. Стоянка при въезде в Находку (трасса Владивосток — Находка) в 400 м от озера (не датировано).
Поселение на сопке Скольдочка являлось местом проживания людей в различные исторические эпохи неолита, бронзового века, раннего железного века, раннего средневековья (археологические материалы относятся к различным археологическим культурам). На сопке обнаружены обломки каменных орудий, шлифованные наконечники стрел, несколько целых сосудов, обломок шлифованного жатвенного ножа, фрагменты керамики и пряслице .

## 1859 год
18 июня 1859 года русский пароходо-корвет «Америка» открыл бухту Находка, в тот же день в вахтенном журнале «Америки» было засвидетельствовано два селения на правом и левом берегу бухты; на карте обозначена пристань лодок на мысе Астафьева.
На карте, составленной моряками «Америки» (1859), к северу от ныне не существующего острова Новицкого показано безымянное «селение». По материалам переписи 1897 года среди китайских поселений по берегу моря у бухты Находка в урочище Лянзы-Хэ значится дроворубное зимовье из 12 китайцев. В документах 1910 года в районе протоки озера Солёного и устья речки Каменки указана река Лянчихэ.

## Китайское население в XIX — начале XX века

### Китайский промысел морской капусты
По сообщению В. К. Арсеньева (1915), морская капуста (по-китайски «хай-цай») в Китае была уничтожена совершенно, и добыча её велась только в Уссурийском крае и в бухте Маука на Сахалине.
По сообщению Пржевальского, самые лучшие места для ловли морской капусты в Уссурийском крае представляют утёсистые берега заливов, где нет сильного волнения и где глубина не более 2—3 сажени… В этих местах капуста растёт прикреплённая к камням. Лов морской капусты производился только в тихую, безветренную погоду (потому что в зыбь уже нельзя различить растение под водой), путём погружения шеста в прозрачную глубину воды. Капуста вырастала к началу июля, особенно изобильна она была в гавани Находке и на острове Путятина; «удобнее всего собирать морскую капусту в тихую погоду и в мелкой воде, где ее собирают длинными вилами» (Арсеньев, 1915).
Капуста направлялась во Владивосток, Новгородскую гавань, откуда на иностранных кораблях её отправляли в Шанхай, Чи-фу и другие китайские порты.
По сообщению А. Ф. Будищева (1883), «по изобилию в трепанге Владивосток зовётся китайцами по его имени Хай-шень-уай (залив морского червяка). По изобилию в морской капусте зал. Америка зовётся китайцами Туне-хай-цао (бухта морской капусты)». М. А. Клыков отмечал, что «гавань Находка у манзов, туземцев края, считается лучшим местом ловли морской капусты и называется ими Туй-хан-швуа».
28 декабря 1867 года Г. В. Фуругельм в письме начальнику Суйфунского округа подполковнику Дьяченко писал: «В видах интереса удельного ведомства я не могу допустить, чтобы китайские подданные ловили морскую капусту у берегов вверенных моему правлению удельных имений…» и далее предполагал выдавать китайским подданным, как проживающим здесь, так и временно пребывающим, билеты на право ловли морской капусты от начальников со взносом определённого сбора. Введённый Фуругельмом оброк на промысел морской капусты привёл к тому, что промышлявшие здесь китайцы, в поисках свободного промысла ушли в более северные места.
«Для общих складов морской капусты будут выбраны вместо Владивостока другие заливы, более близкие к местам лова ея, как напр. гавань Находка» (1871). «Обычные места склада — бухта Находка, Преображения… Более капустные места начинаются от устья Сучана и чем далее к северо-востоку, тем они обильнее, кончаясь около бухты Терней. Промышляют капустным ловом исключительно китайцы, частью постоянно живущие на побережье, частью приезжающие из Китая. Население береговых фанз начинает лов в конце февраля, начале марта…, пришлый же элемент работает с мая по сентябрь».
По описанию Будищева (1883) на берегах по всему заливу Америка, гавани Находка и острову Облизина разбросаны немногие фанзы и летние шалаши промышленников морской капусты. «В Находке, кроме того, в одной фанзе вываривают соль из морской воды и ловят много селёдки, которая здесь водится в изобилии». Скальковский в 1883 году отмечал: «Центр капустного лова — гавань Находка… Ловля капусты идёт с 1 апреля до конца сентября, иногда и до ноября. Рабочие китайцы и корейцы… Работники-китайцы в первой половине марта начинают свою ежегодную перекочёвку в наши пределы из-за границы… Капустники являются преимущественно из Хунчуна, Гирина, Нингуты и Сяньсиня. Хунчунские и гиринские партии направляются… Нингутанские же и сяньсинские, или верхние партии, состоя преимущественно из работников-манжчуров, направляются сухим путём через Южно-Уссурийский край, прямо на Сучан, в бухты Преображения, Ольги…».
Челны для капустных промышленников манзы выдалбливали из стволов огромных ильмов в верховьях Сучана (1883).
Сезонные отходники из Маньчжурии, которые каждую весну занимали юго-восточное побережье Приморья для добычи морепродуктов, находились в тесном контакте с сучанскими манзами. В конце сентября одни промысловики возвращались в Маньчжурию, а другие нанимались к манзам Сучанской долины для различных работ (винокурение, обмолот хлеба и прочее). По сообщению Пржевальского, «достаточные же китайцы не идут в работники, а живут целую зиму ничего не делая и разгоняя свою скуку только водкою, да карточною игрою». Через бухту Находка население Сучанской долины поддерживало прямую связь с Маньчжурией.
По сообщению 1894 года, в тихой бухте Находка теснились манзовские склады морской капусты.
По сообщению 1895 года, экономическое значение бухт Врангеля и Находки ограничивалось небольшим складом морской капусты.
По сообщению хабаровского журналиста А. П. Сильницкого, посетившего бухту Находка весной 1898 года, «…берега бухты с одной стороны пустынны, а с другой — оживлённы. Единственным признаком посещаемости берегов бухты русскими служит деревянное здание, построенное Шевелёвым для надобностей его пароходства. В разных местах её расположились китайские и корейские промышленники, ловящие здесь камбалу, ходовую селёдку, крабов, ведущие промысел морской капусты. Улов доходит до 600—1000 крабов и отправляется в Посьет китайским торговцам или в Корею».
С 1900 по 1907 год капустоловы ютились по всему побережью от Посьета до Тернея.

### Китайское управление
Все манзы в долине Сучана и Цыму-хэ подчинялись власти старшины из деревни Пинсау: «Все здешние манзы нисколько не признают над собою русской власти, считают себя полными хозяевами этой страны и не хотят подчиняться русским законам» (Изв. РГО, 1869). В каждой долине был свой староста, а над несколькими долинами стоял избираемый главный староста. Отдельно стоящая фанза всегда приписывалась к какому-то месту.
Старшины:
- Ю Хай: в рапорте подпоручика Петровича — «главный старшина», «правитель» манз, проживающих «от Посьета до гавани Св. Владимира и по р. Уссури». Имел резиденцию в Хуанихеза. В 1868 году арестован русскими властями, доставлен в Раздольное, его дальнейшая судьба неизвестна[63].
- Ли Гуй (род. ок. 1820). Весной и летом 1868 года Ли Гуй неоднократно появлялся в Находке для осмотра отрядов манз и тазов, прибывавших с северных речек. В 1868 арестован и препровождён в Находку, затем вернулся в Пинсау, генерал-губернатор Восточной Сибири Н. П. Синельников пожаловал ему «почётный кафтан». В начале 1874 года сучанские манзы написали письмо на имя начальника Суйфунского округа Уссурийского края, подписанное Ли Гуем: в письме сообщалось о пагубных последствиях запрещения вывоза морской капусты через гавань Находка. До весны 1880 года русские власти не вмешивались в сучанские дела. В 1880 году был арестован и препровождён во Владивосток[63].
- Лин Гуй (другие варианты имени: Лин Гунь или Ю Чинкуй) — эмиссар, посланный маньчжурскими властями в начале 1882 года, которого уполномочили взять управление манзами, живущими от долины Цемухэ до залива Ольги. Во время похода русских войск на Сучан весной 1882 года бежал, оставив архив с печатью и указом о назначении «правителем» Цемухэ и Сучана. На этом история манзовского «самоуправления» на юго-востоке Уссурийского края завершилась[63]. В 1884 году китайское население (по приказанию генерал-губернатора Приамурского края А. Н. Корфа[64]) было вытеснено из Сучана, в 1885 году манзы удалены из урочища Пинсау: почти вся долина Сучана была «очищена» от китайских фанз. Изгнанные из бассейна Сучана манзы ушли за границу или в Ольгинский участок на реку Улахэ[65].

### Китайские поселения по берегу моря
Статистические данные (на основании данных специальной разработки материала переписи 1897 года):
1. У бухты «Находка», уроч. (быв. Уд. вед.) — 17 мужчин, в том числе 17 китайцев.
2. У бухты «Находка», уроч., дроворуб. зим. — 39 мужчин, в том числе 39 китайцев.
3. У бухты «Находка», в уроч. Лянзы-Хэ, дроворуб. зим. — 12 мужчин, в том числе 12 китайцев.
4. Бл. бухты «Находка», сторож. будка — 12 мужчин, 4 женщины, в том числе 3 русских мужчины и 4 русских женщины, 9 китайцев мужчин.
5. У бухты «Находка» фанзы — 5 хозяйств, 49 мужчин китайцев и 1 женщина кореянка.
6. У бухты Чу-ту-вай фанзы — 5 хозяйств, 15 мужчин, в том числе 11 китайцев и 4 корейца[66].

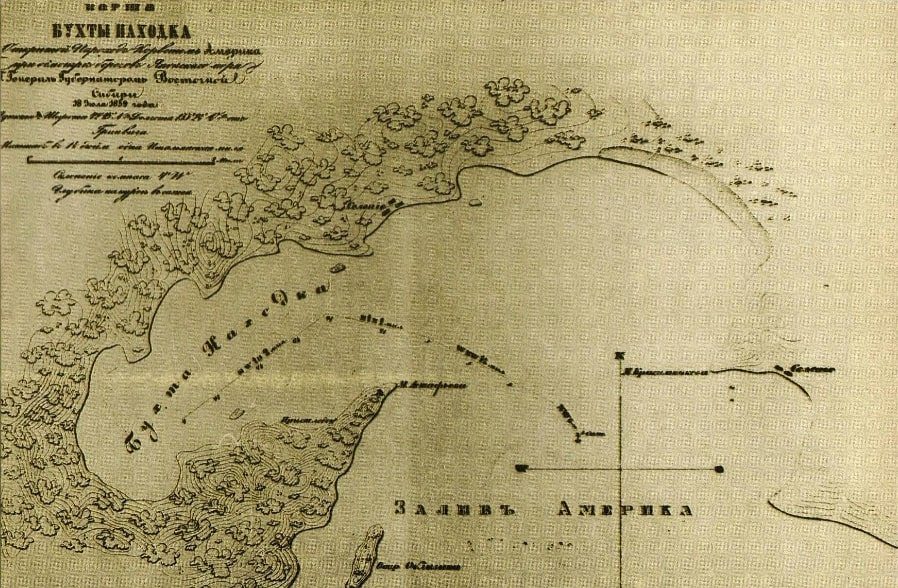
Селение в бухте у мыса Шефнера на карте, составленной моряками «Америки» (1859)
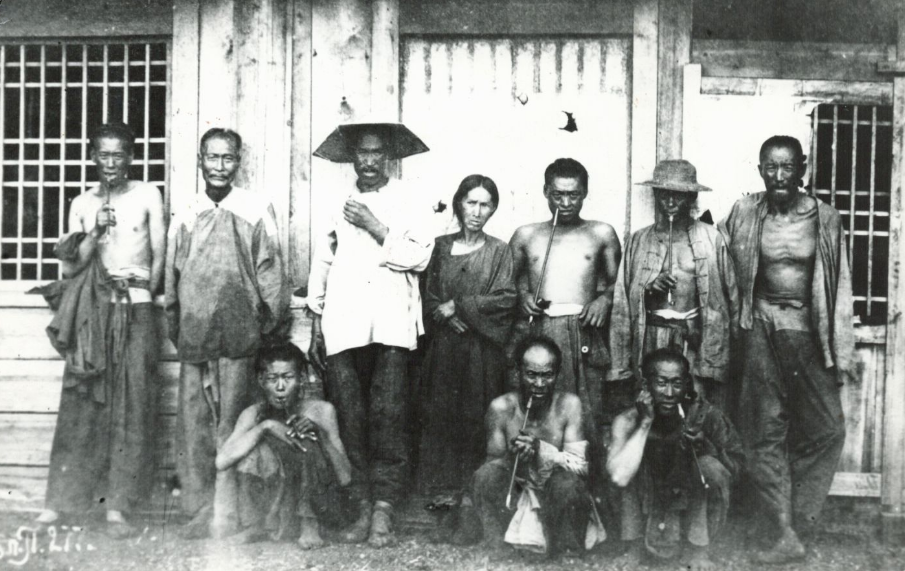
Местные жители. Бухта Находка (1893)
Гидронимия в бухте Находка в XIX — первой половине XX века

## 1860-е годы
В «Гидрографическом обзоре берегов залива Петра Великого в Японском море» (1872) М. А. Клыков сообщал: «Гавань Находка у манзов, туземцев края, считается лучшим местом ловли морской капусты… Хотя она была открыта ещё в 1859 году, но фактически занята нами только в 1864 году основанием поста в глубине её из одного унтер-офицера и четырёх рядовых». Первым командиром поста Находка был поручик Герасимов Михаил Наумович.
В 1864 году сюда прибыли первопоселенцы, которые частью поселились на Сучане, где основали селения Владимировку и Александровку, а частью остались проживать рядом с военным постом на берегу бухты Находка: «Рядом с военным постом пожелали поселиться 4 семьи из числа прибывших ссыльных из Сахалина: Кобылин Константин (староста), Катылевский Пётр, Жеголев Василий, Пашкин Иван и холостой Непомнящих Василий». Через несколько лет М. А. Клыков снова посетил Находку и отметил, что пост по-прежнему незначительный, так как ссыльнопоселенцы предпочитали селиться на плодородных почвах долины реки Сучан, а не на морском берегу, окружённого скалами и болотистой низиной.
В метрической книге Успенской церкви Владивостока за 1865 года приводится запись: «деревня Находка» (единственное упоминание понятия в документах).
2 октября 1866 года в Находке был зарегистрирован первый брак — Василия Непомнящего (40 лет) с Марией Александровой (37 лет). 8 декабря 1866 года в Находке зарегистрирована первая смерть: утонул находкинец Андрей Васильевич Аполонский (25 лет). Связь с сёлами Владимировкой и Александровкой осуществлялась по Сучану на шлюпке, а также по тропе вдоль берега.
Около 1867 года Г. В. Фуругельм просил брата защитить ценные строевые леса от вырубки и расхищения манзами: в этой связи в гавань Находка были направлены 30 солдат во главе с обер-офицером для защиты лесов и постройки домов для чиновников удельного ведомства. В 1867 году солдаты получили задание участвовать в строительстве помещений для гражданского населения будущей фактории и начали валить лес и расчищать площадку под строения.
В 1868 году, во время восстания оседлого китайского населения на Сучане, начальник М. П. Тихменев отдал подчинённым офицерам приказ применять самые жёсткие меры к участникам беспорядков:

Всех манз, оказывающих сопротивление и просто застигнутых с оружием в руках, предписывалось «беспощадно истреблять». Одиноко стоящие и брошенные фанзы следовало сжигать со всеми припасами, а засеянные поля, которые не могли принести пользу русским поселенцам — уничтожать на корню.

Командир Сибирской флотилии И. В. Фуругельм, в подчинении которого находился военный пост в Находке, разделял точку зрения Тихменева.
30 апреля 1869 года в бухту Находка на пароходе «Находка» прибыли переселенцы из Финляндии. 11 ноября 1869 года в залив Америка вошли китобойные шхуны «Ханна Рис» под командованием О. В. Линдгольма и «Каролина» под командованием В. Торнквиста. Линдгольм пожелал обосноваться на постоянное жительство в бухте Находка. Он выбрал место напротив фактории, на мысу, который позднее получил его имя. Г. В. Фуругельм дал разрешение на аренду участка. Через три недели жилой дом был построен, по предложению Линдгольма он был назван «дача Находка».

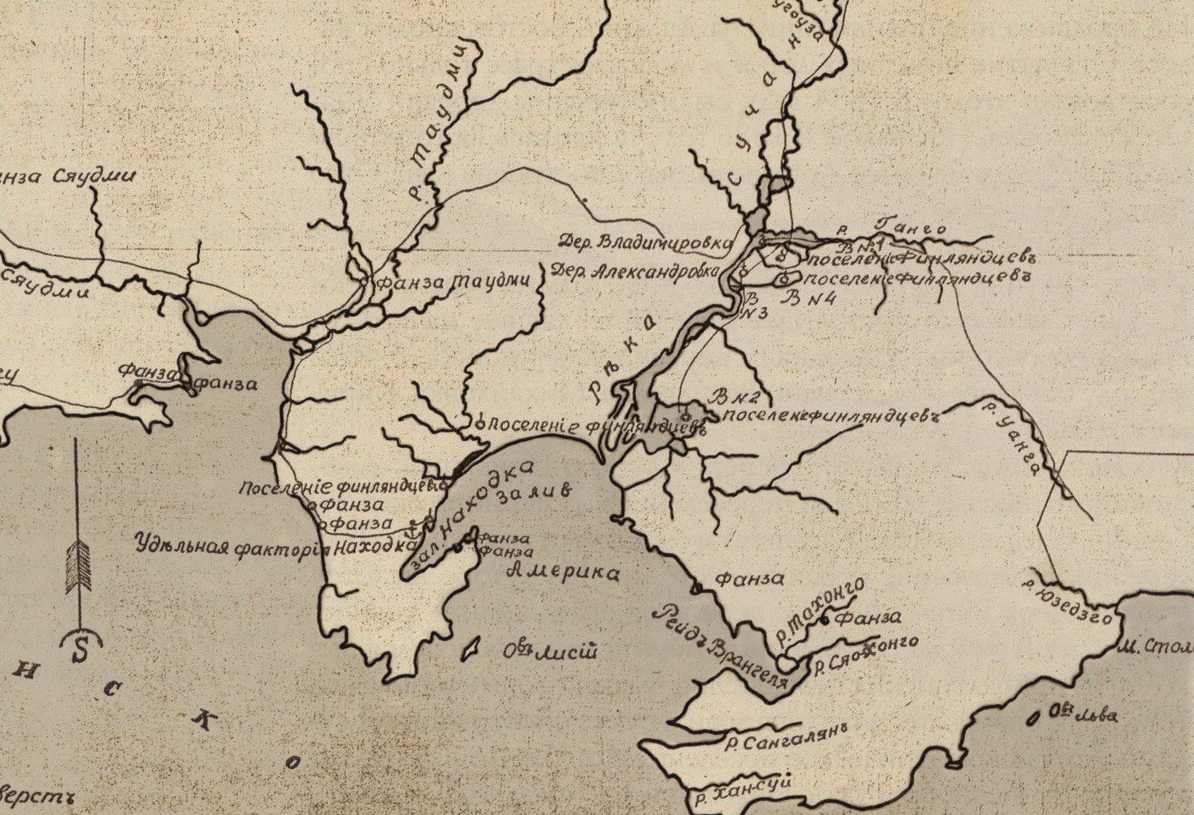
Удельная фактория, поселения финляндцев и фанзы у мысов Астафьева и Линдгольма (1869)
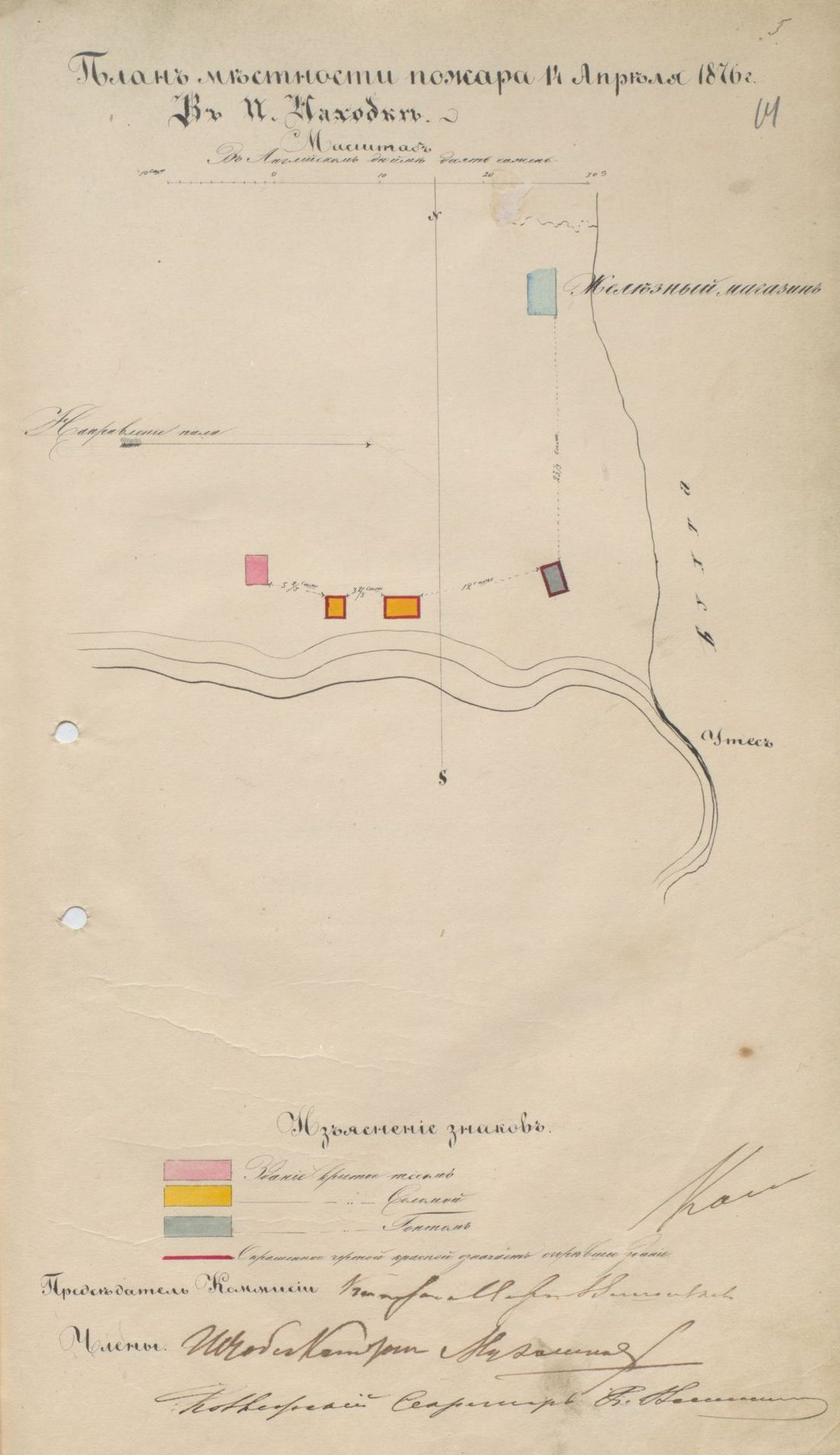
План местности пожара (1876)
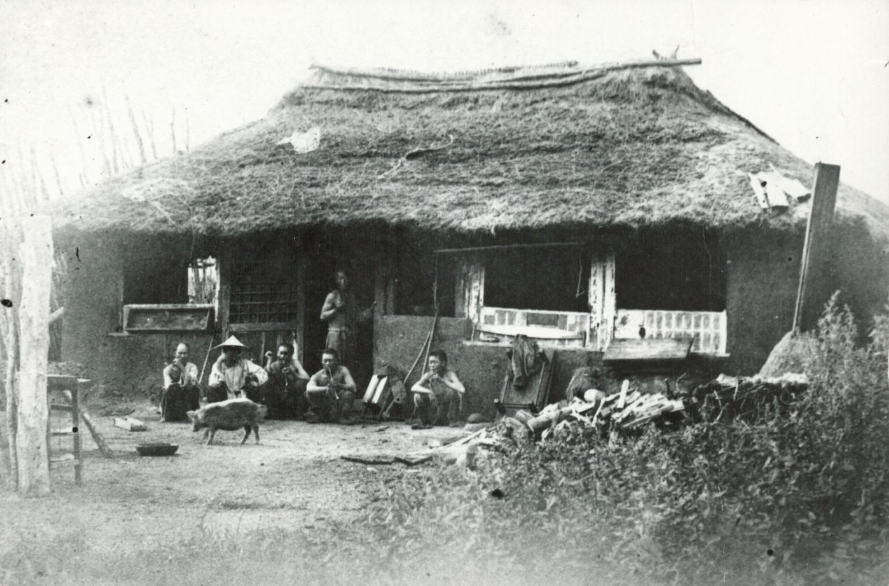
Корейский дом. Бухта Находка (1893)

## 1870-е годы

### 1870 год
Шхуна «Каролина», оставленная без присмотра после смерти Торнквиста, врезалась в берег вблизи поселения и затонула. Линдгольм предпринял попытку поднять её, но затем отказался от этой затеи.
В письме родным в Петербурге от 11 августа 1870 года А. И. Кунце писал: «Почтовой конторы, как известно, у нас в Находке нет… Весной и осенью всякая почтовая связь прерывается… Зимой посылаются отсюда раз в месяц во Владивосток три или четыре солдата с бумагами Управления… Почтальоны идут зимой пешком и проходят путь в одном направлении от семи до восьми дней…»
По свидетельству медика удельного ведомства А. И. Кунце (1870), в Находке нагружали углём корабли, которые ходили в Китай. В апреле 1870 года «Находка» затонула, фактория лишилась регулярного морского сообщения. 6 апреля 1871 года в Находке от полученной травмы умер Гаральд Фуругельм.

### 1871 год
К 1 января 1871 года по берегам бухты Находка и по реке Сучан проживало 500 корейцев, состоявших главным образом из женщин и осиротевших детей.
24 июля 1871 года в Находку на шхуне «Восток» прибыл в качестве начальника этнографической экспедиции архимандрит Палладий: «Небольшая, но глубокая бухта со всех сторон окружена горами; фактория расположена на самом берегу бухты; большое болото, прорезанное каналами для просушивания его, отделяет механические заведения от жилых зданий (домов десять); посреди болота протекает ручей пресной воды… Любо было смотреть на опрятность зданий, на порядок, во всем господствующий здесь; на возвышенном месте красовался дом управляющего факторией с флагом удельного ведомства. Обитатели этого приюта преимущественно финляндцы…».

### 1873 год
25 мая 1873 года завершилась передача морскому ведомству имущества Сибирского удельного ведомства, удельные чиновники отбыли через Сибирь в Петербург. Население финляндских селений, преследуемое хунхузами, перебралось во Владивосток и его окрестности, под защиту войск. Финляндские крестьяне переселились на реку Амба-Бира, финляндские ремесленники, специалисты и интеллигенция в период с 1873 по 1878 год обосновались во Владивостоке. Линдгольм на шхуне перевёз свой дом во Владивосток.
16 августа 1873 года в бухту Находка зашёл корвета «Витязь». По сообщению его командира: «Эта прекрасная, спокойная бухта с красивыми берегами, была покинута как русскими, так и манзами».

## 1880-е годы
В статье «Значение хунхузов для Южноуссурийского края» в 1880 году Ф. Ф. Буссе писал, что «ближайшими своими врагами хунхузы по справедливости считают русских, от которых исходят стеснения их деятельности… Одинокий крестьянский двор, охотник в лесу, путник с котомкой убиваются из принципа, даже без корыстной цели. Самым лучшим доказательством этому служит восточный берег Уссурийского залива, от реки Цемухе до бухты Находка. …Вся эта местность совершенно оставлена русскими и представляет главный притон хунхузов, где они хозяйничают без стеснения… Злоба китайцев на русских существует давно и сознаётся всеми русскими. Между русскими уже в 1866 году укрепилось мнение, что хунхузы намереваются вырезать всё европейское население».
Газета «Владивосток» от 13 сентября 1883 года писала, что «…очень бы не мешало на развалинах прежней колонии (финская фактория) основать место для предметов как вывоза, так и ввоза. …На бухту Находка сама природа указывает, как на подходящий и удобный пункт для этой цели, и в данной местности другого такого нет».

## 1890-е годы
В 1891 году из Владимиро-Александровского до бухты Находка с привлечением корейских рабочих проведена колёсная дорога длиною 24 версты. Согласно отчётам о промыслах крабов 1891 года, в бухте Находка ловлей краба промышляли пять корейцев.
С апреля 1892 года доверенные лица арендатора Сучанских месторождений угля занимались подготовительными работами по устройству копей и прокладке оттуда путей на Находку.
В июне 1893 года бухту Находка посетил крейсер «Адмирал Корнилов», на борту которого находился военный губернатор Приморской области П. Ф. Унтербергер, в бухте проведены гидрографические исследования.
Уголь от Рудника доставлялся (крестьянами) до Владимировки, где он сваливался на берег Сучана, откуда на манзовских шлюпках доставлялся в Находку, где снова сваливался. Одним из препятствий для проведения узкоколейной железной дороги от Рудника на Находку состояло «в местности Гнилого озера, где дорога должна перейти протоку, потом подняться на высокий берег и пройдя вдоль него подойти к обрыву, от которого должна идти в бухту эстакада до глубокого места…».
В 1896 году газета «Владивосток» сообщала о прокладке в тайге дорог, которые связали сёла и каменноугольные копи Сучана с Владивостоком и бухтой Находка. С началом эксплуатации Сучанского угольного месторождения возникла проблема загрязнения моря. В 1896 году генерал-губернатор Приморской области принял указ «О воспрещении складирования угля на берегу бухты Находка, во избежания засорения моря и уменьшения прибыли рыбачьим семействам».
Бухта Находка служила в основном в качестве якорной стоянки для судов, курсировавших между Владивостоком и Сучаном: южные ветры и зыбь с моря создавали высокую волну у устья реки Сучан. В 1897 году владелец морского пароходства М. Г. Шевелёв для надобностей пароходства построил на северном берегу бухты деревянное здание, служившее морским вокзалом и складом для грузов. Рядом с постройкой Шевелёва китайцы открыли два магазина.
Осенью 1899 году в вершине бухты Находка обосновался владивостокский купец А. К. Вальден, который основал здесь скотоводческую ферму в 40 голов скота. Прежде Вальден уже проживал в фактории Находка и знал эти места.

## 1900-е годы
Разработана смета на устройство узкоколейной железной дороги от Сучанских копей до бухты Находка. По проекту от Сучанского рудника до бухты Находка предполагалось провести узкоколейный железнодорожный подъездной путь и устроить там особую угольную пристань, откуда бы уголь доставлялся морем во Владивосток для снабжения российского флота на востоке отечественным углём. Предполагалось углубление бухты, избрано место для устройства эстакады.
Согласно обращению членов учреждённого «Первого сельскохозяйственного Товарищества на Сучане» к военному губернатору Приморской области от апреля 1900 года: «…Купив на 900 рублей рогатого скота и немного лошадей мы с разрешения местного Сучанского лесничества г. Пак отогнали свой скот на „Находку“ для пастьбы, где надеялись взять под сенокос земли… Местность на Находке ещё представляет для нашего Товарищества кроме изоляции скота, удобство тем, что там более удобное место для пчеловодства и огородов, как место защищённое сопками от моря, ветра…».
Около 1900 года участок у пристани бухты Находка — во владении крестьянина деревни Амба Раздольненской волости Альфреда Берга: на участке со временем был выстроен двухэтажный дом, Берг занимался рыболовством (в 1917 году дом стоял пустой, хозяин проживал в деревне Або).
В 1903 году близ среднего течения реки Сучан введена в действие первая эксплуатационная казённая шахта, откуда уголь для снабжения кораблей доставлялся гужевым транспортом в бухту Находка.
По сведениям за 1904 год, выработан проект соединения Сучанских копей с бухтой Находка воздушной проволочной дорогой. Первоначально планировавшееся строительство железной дороги от Сучанских копей на Находку было отклонено в связи с началом русско-японской войны.
29 апреля 1905 года в бухту Находка вошли подводные лодки «Дельфин» и «Сом», становились на якорь у дачи Линдгольма.
С мая 1908 года Министерство торговли заключило договор с пароходством Г. Г. Кейзерлинга на содержание грузопассажирских линий, линию между Владивостоком и Находкой обслуживало судно «Сибирь». В 1908 году японцы вели незаконный промысел рыбы в бухте Находка. 2 мая 1909 года в бухте Находка образован таможенный пост.
По сообщению 1910 года, вопрос о доставке угля морским путём через бухту Находка был окончательно ликвидирован (в 1907 году введена в строй железная дорога Сучанский рудник — Кангауз).
К 1912 году в бухте Находка имели рыбный участок: Спиридон Макарчук, С. Федечкин, Максим Цой, Дмитрий Ким, Елисей Хан, Антон Когай, Алексей Ни, Ни Цонгони.

### Заселение местности русскими в начале XX века

#### Деревня Американка
Деревня Американка основана летом 1907 года на берегах реки Каменки переселенцами из Черниговской губернии. Поселение административно вошло в состав Сучанской волости Ольгинского уезда Приморской области. Первые несколько месяцев деревня носила название Ивановка, затем Васильевка — по именам первых старост. В 1909 году в деревне проживало 239 человек, в 1915 году уже 733 человека (в том числе корейцев и китайцев — 248).

#### Посёлок Находка
«Вновь образованный посёлок находится
 в Приморской области Ольгинского уезда
 Сучанской волости Сучанского лесничества
 на берегу бухты Находка в заливе
Америка.
 Образованный посёлок предположительно
 назвать посёлок „Находка“».
«Находка — посёлок при пароходной пристани на берегу того же имени» упоминается 31 октября 1910 года. В посёлке имелось около двух десятков домов, жители занимались рыболовством, перевозкой пассажиров и грузов. 1 октября 1911 года состоялось совещание под председательством управляющего Государственными имуществами Приамурского края при участии лесничего Сучанского лесничества, смотрителя рыболовства Юго-западного района и исполняющего обязанности помощника лесничего, на котором рассматривался вопрос об образовании посёлка у пристани «Бухта Находка». Из документа заведующего переселенческим делом в Приморском районе от 6 марта 1918 года: «Посёлок „Находка“ образовался на усадебных оброчных участках, распланированных Управлением Государственных имуществ в 1912 г.».
По сведениям (1917): «На северном берегу бухты Находка расположен посёлок городского типа „Находка“». Из архивного документа: «Жизни в этом посёлке ни в настоящее время, ни до войны не было и нельзя ожидать её также в будущем… Никто из арендаторов казённооброчных статей лично сельским хозяйством не занимается. Вся их деятельность в отношении статей сводится к сдаче в аренду земли корейцам на получении от них оброка». По сведениям за 1918 год вблизи посёлка по берегам бухты было расположено 7 хуторов, на побережье находилось около 200 инородческих фанз — рыбопромышленников. В 1918 году образовано Правление находкинского посёлка городского типа, председателем которого стал Давид Юдин.

#### Хутора и усадьбы в бухте Находка
Александр Михайлович Клиентак с 1906 года проживал в урочище бухты Находка. В 1910 году он проживал на пристани в бухте Находка, имел известковый завод у устья реки
Сучан, известь поставлял во Владивосток, товары перевозил на китайских шаландах.
Хутор Зорька в бухте Находка появился в 1906 году, рядом с ним была пристань. В 1910 году на хуторе проживало трое русских и 44 корейца, которые занимались земледелием. Хутор принадлежал Фёдору Михеевичу Силаеву, в 1912 году перешёл в аренду к Спиридону Макарчуку (в 1913 году он его выкупил). В 1915 году на хуторе проживали Спиридон и Елисей Макарчуки с семьями. В 1917 году рядом с хутором располагалась оброчная статья Зорька 2-я (район Рыбпорта).
Хутор Спиридона Макарчука в районе НСРЗ. Усадьба Э. И. Саклина находилась на берегу бухты, где ныне здание управления Торгового порта. Он занимался рыбалкой и содержал до 40 работников. После раскулачивания имущество Саклиных в 1926 году было передано в рыболовецкую артель. Хутор Пантишина находился в районе улицы Астафьева. Он занимался ловлей рыбы и земледелием, держал много работников.
В 1917/1918 году в районе улиц Ленинская—Седова был хутор Цицевай. Усадьба немца Эккермана находилась недалеко от берега бухты в районе магазина «Детский мир» на улице Ленинской. На него работали корейцы, жившие в двух фанзах. Занимался рыбалкой. Хутор Никончука находился на месте БАМРа, к югу от земельного участка «дача Находка» О. Линдгольма. Никончук занимался земледелием (сдавал корейцам землю в аренду), скотоводством и рыбалкой.
По воспоминаниям старожила Американки П. М. Кривоносова, «по побережью бухты жили корейцы, которые обрабатывали владельцев хуторов».

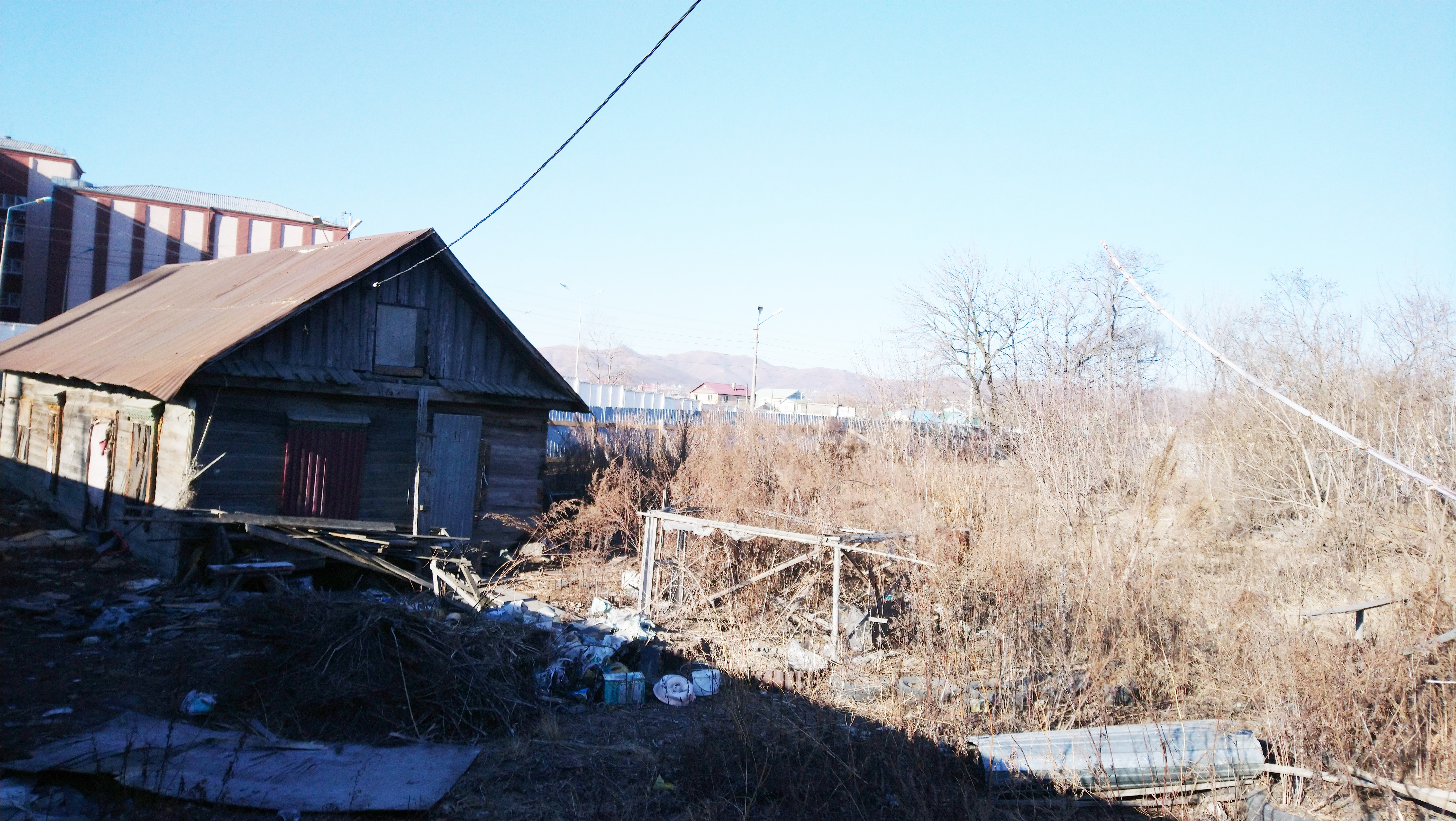
Дом К. Шевченко на месте деревни Американки
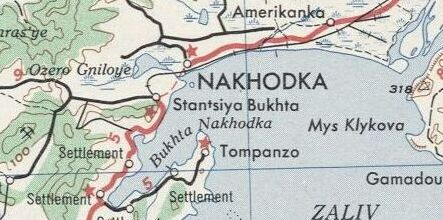
Селения Находка и Американка на карте (1947)
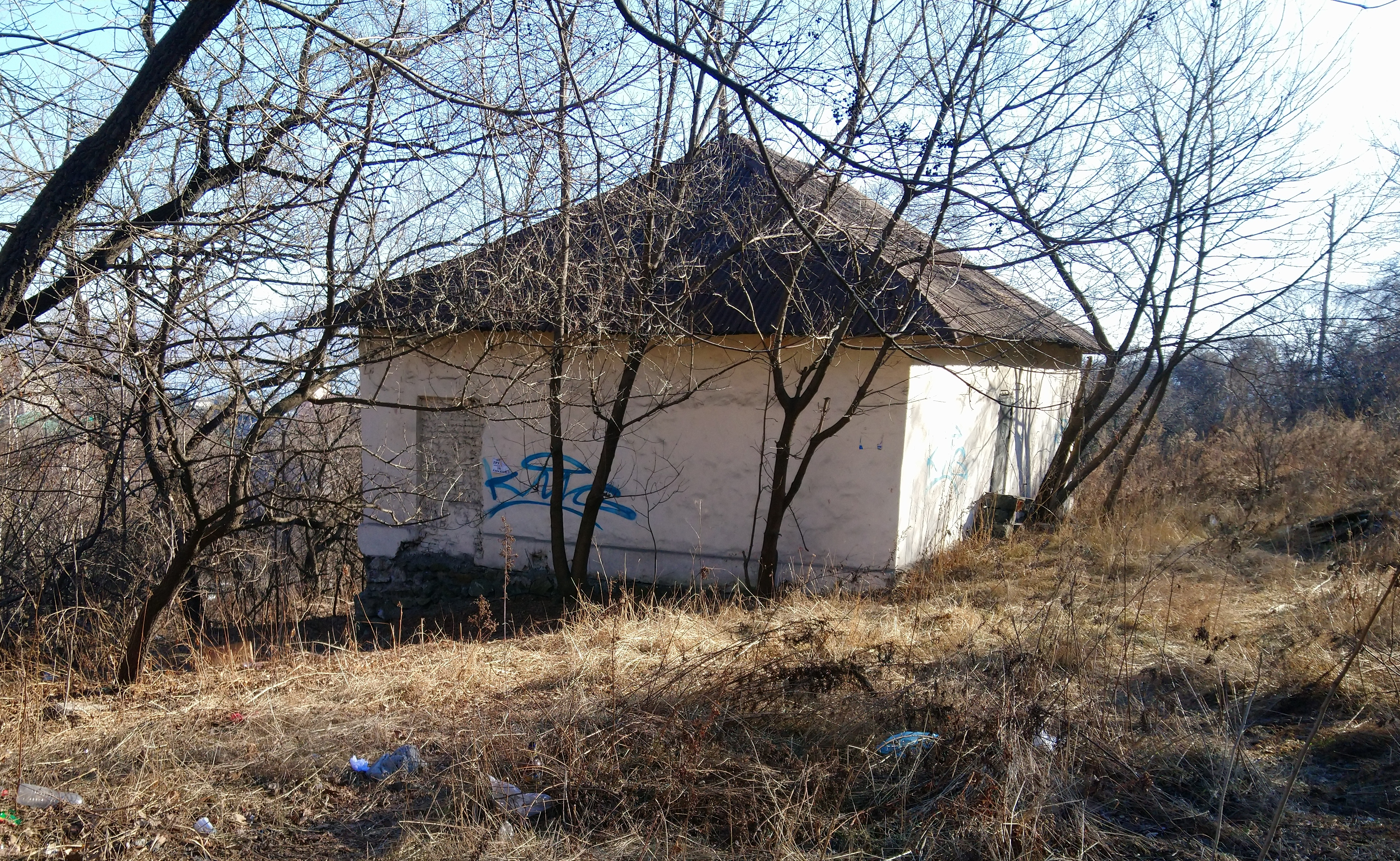
Дом Н. Николотова на месте посёлка Находка

## 1910-е годы
Согласно «Спутнику по Дальнему Востоку» (1910), бухта Находка находилась в 12 часах 25 минут езды от Владивостока, пароходы обыкновенно останавливались вблизи мыса Астафьева, там же на берегу бухты ютились фанзы китайцев, занимавшихся рыбным, капустным и трепанговым промыслами. Несколько далее, на том же берегу бухты, располагались дачные постройки владивостокского купца Линдгольма. На северном берегу стоял деревянный дом, пристанище Амурского охотничьего общества.
С 1912 по 1917 год УПИТО проводило портовые изыскания в пунктах Дальнего Востока, включая бухты Находка и Врангеля.
В журнале «Юная Россия» (1914) о бухте Находка кратко сообщалось, что её берега «мало интересны и пустынны».
В апреле 1915 года «Товарищество Федечкин и Кº» в приспособленной фанзе на мысе Астафьева наладило первый выпуск крабовых консервов. В 1915 году таможенный пост преобразован в таможенную заставу, которая осуществляла надзор за рыбалками местных жителей.
По воспоминаниям старожила Американки П. М. Кривоносова, «царская власть сменилась незаметно».
Первым председателем сельского совета деревни Американки, образованного в 1917 году, стал Афанасий Быконя. Весной 1919 года деревня была обстрелена артиллерийскими орудиями с английского крейсера «Кент», члены сельского совета Американки расстреляны белогвардейцами 22 апреля 1919 года. Похоронены на местном кладбище. В память об этом событии на площади Партизан у реки Каменка в 1967 году был установлен монумент.

## 1920-е годы
В 1920 году на берег залива Америка в районе пляжа «Волна» с парохода высадились японские солдаты, одетые в длинные шинели. Поначалу они обосновались жить на берегу моря, но из-за песчаных бурь переселились в бухту Находка, где сейчас улица Заводская: там они построили деревянные сараи, в которых и жили. Население боялось японцев, потому что они истязали людей и пытали партизан. Вскоре, приблизительно в конце 1921 года, японцы ушли.
По воспоминаниям Костыриной, жителей Американки на работу через залив на консервный завод Лисунова на мысе Астафьева перевозили на своих лодках китайцы.
В 1920 году образована «Артель рыбаков при бухте Находка Сакнэ и др.».
В 1923 году был образован Американский сельский совет. Также образован корейский находкинский сельский совет, на территории которого проживало 1613 человек.
1 июля 1924 года Находкинская таможня была переименована в Находкинскую таможню III разряда. В этот период бухта Находка — центр лова и вывоза за рубеж сельди и другой рыбы, морской капусты, а также экспортных лесных заготовок.
По переписи 1926 года на месте будущего города существовали: посёлок Находка I (бухта), Американка, посёлок База Дальлеса, Зорька. Среди хуторов Сучанского района за 1926 год имелся хутор Находка (Степановка), в котором проживало 168 человек. По ведомости об уловах за 1926 год рыбный участок у мыса Шефнера арендовала владивостокская кооперация Примпромсоюз, у мыса Линдгольма — артель «Комсомолец», у мыса Среднего, в бухте Мусатова, у скалы Бахирева, у мысов Астафьева, Баснина, Шефнера — сельские общества Сучанского райкресткома.

## 1930-е годы
В 1930-х годах были образованы колхозы «Находка» в Находке и «Искра» в Американке.

### 1931 год
По воспоминаниям старожила Б. Романова: «В 1931 году молодых учителей г. Партизанска послали на работу в деревню Находку… Деревня в то время имела около 50 дворов, располагавшихся на возвышенности, где сейчас площадь горисполкома. Одна улица Деловая спускалась от вершины холма к устью реки Каменка…, другим концом дорога упиралась в скалу, где сейчас здание управления порта. …В районе Пади Ободной было небольшое поселение крестьян-бедняков — деревня Американка дворов 30». В посёлке Дальгосрыбтреста, располагавшегося на мысе Астафьева, жизнь была более оживлённой: там было больше молодёжи. Ещё одним обжитым уголком Находки была база «Дальлеса»: небольшое деревянное строение с конторой и мастерскими базы треста стояло в районе морвокзала на берегу круглого озера «пятачок», соединённого с бухтой узким каналом. В это озеро доставлялся лес, заготовленный в верховьях реки Партизанской. До 1934 года берега бухты, за исключением деревни Находки, посёлка Дальгосрыбтреста и озера «пятачок», были пустынны.
В 1931 году в бухте Находка велись работы изыскательской экспедиции гидрологов из Ленинграда и УПИТО Владивостока. Лагерь был разбит на месте здания управления Торгового порта. Один из участников экспедиции сообщал: «Сообщения между деревней Американка, посёлком Находка, хутором Русский и другими осуществлялось либо по воде, либо по тропам».

### 1932—1939 годы
Весной 1935 года начато строительство стадиона. 1 мая 1935 года от станции Гамарник на станцию Лацис пришёл первый поезд (в 1939 году переименована в станцию Находка).
14 ноября 1934 года был издан Приказ № 004 РВС МСДВ о формировании сводного отряда подводного плавания с местом базирования в бухте Находка. Строительство казарм и причалов выполняла военно-строительная организация с участием матросов-подводников. По свидетельствам современников находкинская база подводных лодок и военных кораблей Тихоокеанского флота располагалась на месте нынешней Жестянобаночной фабрики. В военном городке базы, располагавшемся в районе мыса Астафьева действовала школа для детей военнослужащих, родильный дом, баня. Сохранились 2-этажные жилые дома подводников на автобусной остановке «Лесная» (1934 года постройки), на улице Макарова на автобусной остановке «Нефтебаза».
По воспоминаниям старожила деревни Американки К. З. Костыриной: «Пароходы стояли по морю. Капусту брали. Морскую капусту корейцы сушили… На Лисьем острове вешали и здесь до Сестры… И лес был по морю. Плавили с Сучана тогда лес так… Плывёт и плывёт всё в море… На кольцах цепляют и на пароход грузят». По воспоминаниям старожила Американки П. М. Кривоносова, «по побережью бухты жили корейцы, которые обрабатывали владельцев хуторов… Всех корейцев выселили в 1936—1937 годах по указанию Сталина убрать жёлтую расу с Дальнего Востока». По воспоминаниям М. К. Шевченко, «в колхозы в 30-х начали гнать силком. Кто не хотел идти в колхоз — их раскулачивали… Когда раскулачивать стали, народ разбежался кто куда, некоторые уезжали за границу».
В сентябре 1939 года Томпанза ТСУ, Подгородный хутор и Ободная Падь на территории Американского сельского совета были ликвидированы как не имеющие жилых строений.
По воспоминаниям Костыриной, прежде на пади Ободной жили две семьи, рядом располагались две фанзы.
В конце 1930-х годов Рыбстроем велось интенсивное строительство, осваивались низменные участки на берегах бухты Находка в Большой (район ПСРЗ) и Малой (район Рыбпорта) падях.

## 1940-е годы
По воспоминаниям старожила З. Помниковой, в 1948 году началось строительство волнолома от Лисьего острова до Поворотного мыса, но проект не осуществился. В 1948 году начато строительство судоремонтного завода. В 1949 году введён в действие Приморский судоремонтный завод.

### Перенос предприятий из Владивостока

#### Перенос торгового и рыбного порта
Первая гидрогеологическая экспедиция с целью строительства торгового порта в бухте Находка была проведена «Дальводстроем» в 1931 году. В последующие годы проводилась повторная экспедиция, третья экспедиция собирала сведения для проектирования рыбного порта. В 1933 году началось строительство железнодорожной ветки «Сучан — бухта Находка». В 1934 году Дальневосточным пароходством был разработан первый проект строительства торгового порта (2-х грузовых районов — угольного и лесного) на берегу залива Находка с устья реки Сучан, позднее от этой идеи отказались.
Командующий Тихоокеанским флотом Н. Г. Кузнецов «добивался вывода из города торгового порта и превращения Владивостока в закрытую военную базу». Единственным местом, куда можно было бы с меньшими затратами перенести коммерческий порт оставалась бухта Находка. В апреле 1939 года первый заместитель наркома ВМФ Н. Г. Кузнецов вместе с членом Политбюро ЦК ВКП(б) А. А. Ждановым, который курировал вопросы Наркомата ВМФ, посетили бухту Находка, где предполагалось строительство нового торгового порта. Осмотрев бухту, Жданов подытожил: «На этом месте будет прекрасный город-порт». Порт первоначально получил имя Жданова.
Порт начали строить в 1939 году — в районе ПСРЗ и Рыбстроя (Южный микрорайон). Строительство рыбного порта началось в 1939 или в 1940 году (Министерством рыбной промышленности РСФСР). В октябре 1939 года СНК СССР и ЦК ВКП(б) принял постановление «О переносе Владивостокского торгового порта в бухту Находка». В связи с началом войны строительство порта было приостановлено. В течение 1939—1942 годов все гражданские организации в порту Владивостока должны были перенести свои грузовые и производственные операции в бухту Находка. До 1942 года портпункт Находка состоял из одного старого причала и подъездного пути к строительной площадке, работы велись только по формированию территории порта путём взрывов скалистых сопок. В 1942 году развернулись строительные работы в Находкинском торговом порту.
В 1944 году было возобновлено строительство порта. 5 июля 1945 года Государственным комитетом обороны было принято постановление № 9319сс «О развитии военно-морских баз и торговых портов во Владивостоке, бухте Находка и Николаевске-на-Амуре», согласно которому строительство баз и портов в этих пунктах было поставлено в число особо важных государственных задач.
В 1946 году в порту вступил в строй первый причал. В 1947 году Находка (бывший портопункт, приписанный к Владивостокскому порту) была объявлена портом. В декабре 1947 года Советом Министров СССР было принято постановление № 4039-1386с «О перенесении торгового и рыбного порта из Владивостока в бухту Находка». К 1 мая 1948 года Министерства морского флота и рыбной промышленности должно было представить в Совет Министров генеральную схему развития торгового и рыбного портов в бухте Находка. В 1951 году предстояло закончить строительство в бухте Находка и вывести предприятия из Владивостока. Строительство порта в Находке шло крайне медленно: к 1950 году было сдано в эксплуатацию лишь 450 погонных метров причального фронта. По воспоминаниям старожила Золиной, в 1952 году в Торговом порту было всего три причала: восьмой, седьмой и шестой; остальные строили заключённые.
Находка была решением проблемы закрытия Владивостока для иностранного судоходства в 1950-х годах.

#### Перенос прочих предприятий
19 октября 1940 года Президиумом Верховного Совета СССР был издан секретный приказ «О перебазировании Судремзавода из Владивостока в Находку». В 1942 году судоремонтный завод (будущий 4-й завод НСРЗ) уже входил в Приморское управление Дальстроя в бухте Находка. В 1958 году были объединены три жестянобаночные фабрики — Находкинская, Владивостокская и порта Маго.

### Лагеря заключённых и военнопленных

#### Дальлаг (1937—1941)
В 1939 году из Находки осуществлялось этапирование заключённых на Колыму. В 1939 году ГУЛАГу предписывалось перевести транзитные лагеря заключённых из Владивостока в бухту Находка, которые предполагалось использовать на строительстве. 15 ноября 1939 года был издан секретный приказ «по свёртыванию деятельности стройучастков и отделений, находящихся в черте г. Владивостока, перенос их в бухту Находка».

#### Дальстрой (1941—1953)
| Зона                    | Краткие сведения                                     |
| ----------------------- | ---------------------------------------------------- |
| Лагерное отделение № 11 | Строгого режима в районе Рыбного порта (1937—1945).  |
| Строительство 213 и ИТЛ | В системе ГУЛАГ, с 1940 года — в ГУЛГТС (1939—1941). |

| Зона                              | Краткие сведения                                                                           |
| --------------------------------- | ------------------------------------------------------------------------------------------ |
| Строительство № 213               | Передано Дальстрою и возобновлено в 1942 году.                                             |
| Лагерь № 13                       | Общего режима в районе Рыбного порта (1940—1958), относился к строительству № 213.         |
| Подлагпункт № 8 на мысе Астафьева | Открыт в 12 январе 1943 года, уничтожен при взрыве парохода «Дальстрой» 24 июля 1946 года. |
| Приморлаг                         | В подчинении Дальстроя (1951—1952), УСВИТЛа (1953).                                        |
| Транзитный лагерь                 | В районе «Болота» (1940—1942).                                                             |

| Зона         | Краткие сведения                                                                                  |
| ------------ | ------------------------------------------------------------------------------------------------- |
| Лагерь № 9   | В ведении НКВД—МВД (1945—1947).                                                                   |
| Лагерь № 380 | Транзитный лагерь репатриации военнопленных японцев, в ведении органов репатриации (с 1947 года). |
| Лагерь № 53  | Транзитный лагерь репатриации; переведён из Конана.                                               |

В течение 1941 года, в условиях военного времени и осложнившейся геополитической ситуации с Японией, Приморское управление Дальстроя со всеми подразделениями были перебазированы из Владивостока в бухту Находка, где на баланс были приняты основные средства, материалы и временные постройки упразднённого строительства № 213. Перевод «Дальстроя» в Находку был обусловлен необходимостью в большом количестве рабочей силы при строительстве порта в Находке.
В районе Административного городка располагался политотдел НКВД, здание управления Дальстроя и его социальная структура: посёлок двухэтажных домов, почтовое отделение, больница и поликлиника. Для семей офицеров политотдела были построены дома на улицах Красноармейской, Комсомольской и Линейной. Главное управление и охрана Дальстроя располагались в двухэтажных домах по улице Линейной: № 1, 3, 4, 8. Здание по адресу ул. Линейная 1А (торговый дом «Палладиум») занимала администрация Дальстроя. К 1942 году Приморское управление Дальстроя в бухте Находка включало отдел транзитных кадров, топливную контору, кирпичный завод, автобазу, лесопильный завод, совхозы, судоремонтный завод, скотно-транзитную базу, район УСВИТЛа, Лагснабыт-Торг. 3 июля 1942 года был организован лесозавод и лесоучасток «Сергеевка». В Находке располагалось управление перевалочных баз Дальстроя. В Находке существовала больница СВИТЛа.
В 1940 году владивостокский пересыльный пункт Дальстроя был переведён в Находку, в 1941 году он был объединён в «Приморский район Дальстроя». В 1942 году вмещал 7000 заключённых, в 1945 году — 6207, в 1946 году — 3671, в 1947 году — 12 709 заключённых. В Находку заключённых привозили на станцию Каменка (ныне Бархатная). Лагерные зоны Транзитки (вмещала до 20 тысяч осуждённых) разместились в районах озера Солёном, Бархатной, площади Совершеннолетия и Рыбного порта. Транзитка делилась на Верхнюю Транзитку, Нижнюю Транзитку, лагерь общего режима и женский лагерь. Многие умирали от воспаления лёгких и инфекционных заболеваний, умерших хоронили в районе теперешней улицы Пограничной и на Пади Ободной (по свидетельству старожилов, деревянные столбики в этих местах стояли ещё в конце 1950-х годов). Безвестные захоронения разбросаны по всему городу, и многие здания стоят на костях.
Лагерные зоны существовали на первом участке после войны, на 44-м участке напротив НСРЗ, через речку Каменку у сопки. Лагерь Дальгосрыбтреста — самый большой лагерь в бухте Находка в 1937—1938 годах вмещал около 70 000 заключённых. В бухте Находка существовала тюрьма на 1200—1500 заключённых со следственным изолятором и карцерами.
По воспоминаниям бывшего заместителя начальника станции Бархатная Н. Хромовских, Находка в конце 1950-х годов и позднее была огромной строительной площадкой: возводились предприятия, жильё и объекты соцкульбыта. Город до 1954 года строился в основном заключёнными, а затем вербованными. Заключённых в Находке в начале 1950-х годов было больше, чем обычных горожан: «…Утром открывались ворота и из зон широкими колоннами выходили люди. Их вели на работу… Пейзаж Находки тех лет выглядел ужасно. Жилые зоны заключённых, их строительные площадки — все в колючей проволоке в три ряда». Лагеря стали исчезать после смерти Сталина (1953), бараки просуществовали до 1970-х годов.
В 2008 году в Находке был сформирован архив личных дел рабочих и служащих Дальстроя, ранее находившийся в ООО «Арктика» — правопреемнике Дальстроя.

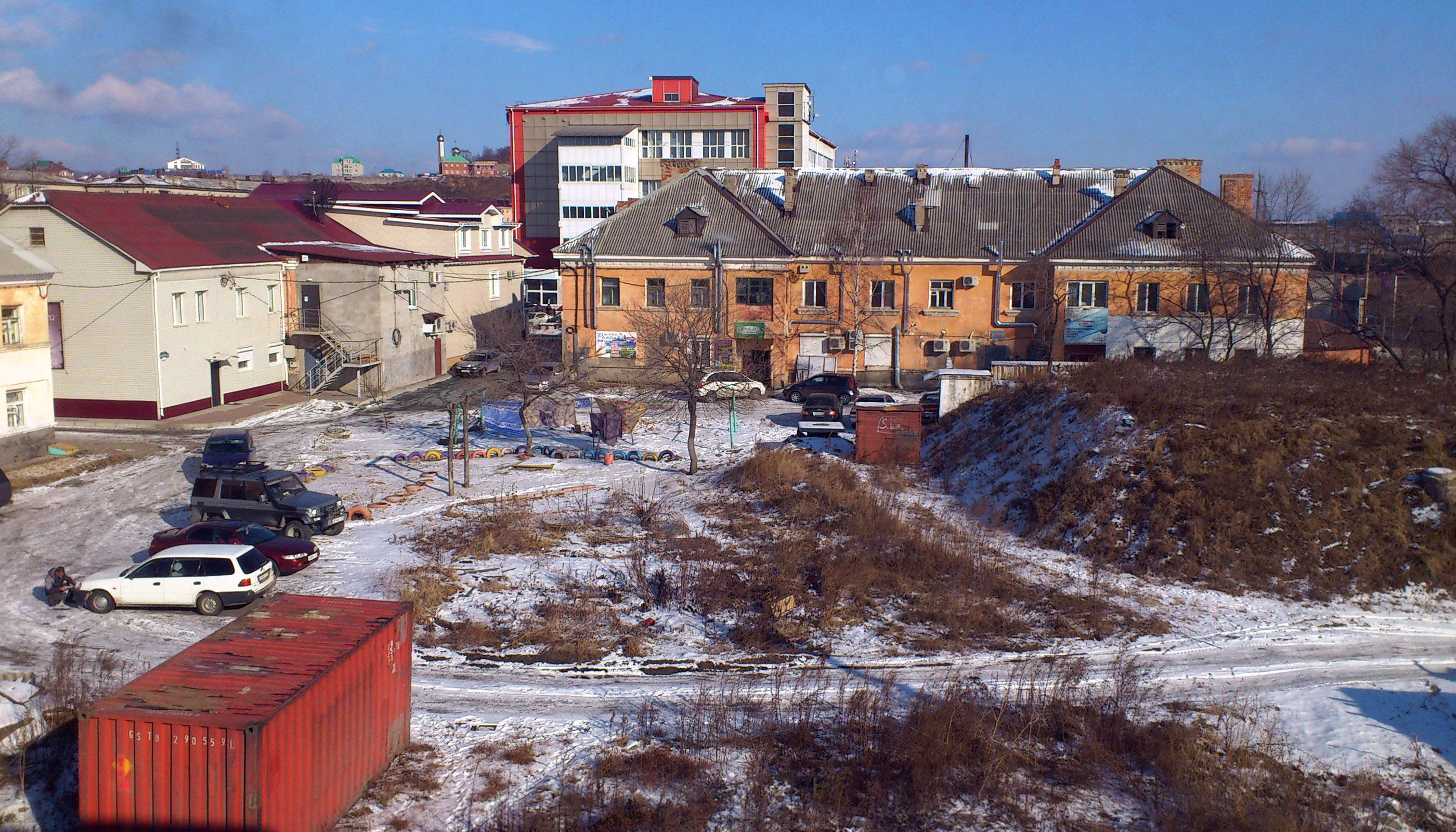
2-этажные дома Дальстроя на ул. Линейной
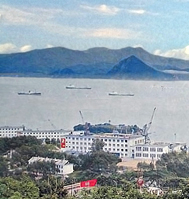
Адмгородок: на пять лет старше города
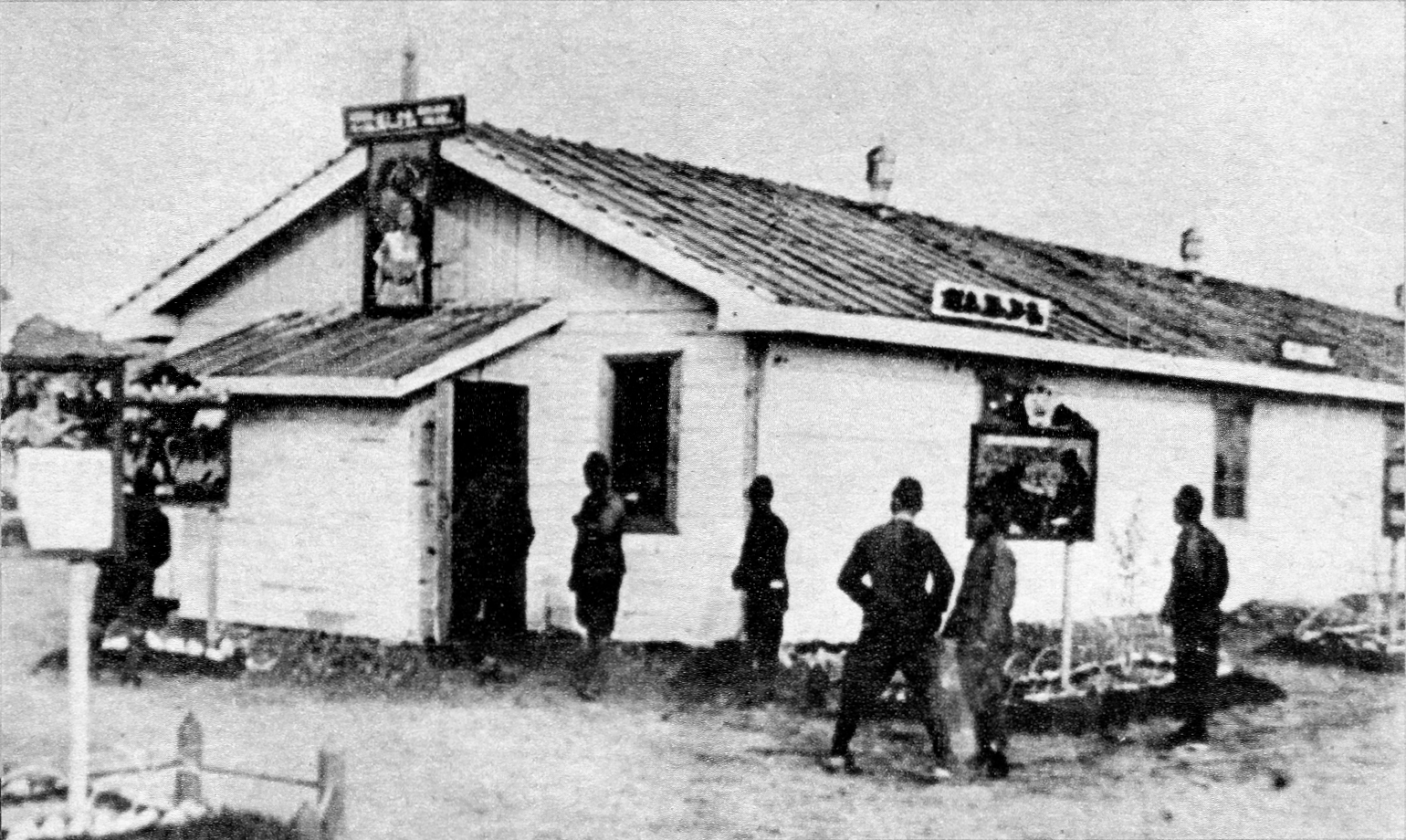
Концлагерь японцев в Находке

#### Военнопленные японцы
В Находку японских военнопленных привозили по железной дороге на станцию Каменка. Лагеря для военнопленных находились в районе автовокзала на берегу моря, озера Солёного, пади Ободной, Рыбного порта, за железнодорожной станцией Находка в сторону моря. Бараки для японских военнопленных располагались также в районе Тихоокеанской: лагерь в местечке «Пяточек», треста Востокпромстрой, 3000 рабочих.
Военнопленные японцы в период с 1945 по 1950 год построили дома по улицам: Ленинская, Луначарского, Владивостокская (дома № 2, 4, 6, 8), Нахимовская, Комсомольская, Почтовый переулок, Садовая, Полевая, Сибирская, Гончарова, Парковая, Тимирязева, Лермонтова (коттеджи), в районе Центральной площади, у станции Каменка, двухквартирные жилые домики на пади Ободной. Японцы укрепляли берега бухты для причалов ПСРЗ, построили школу № 6, Находкинский гидроузел, паротурбинную станцию, железную дорогу от станции Каменка до Торгового порта, дамбу через озеро Солёное, дорогу от Рыбного порта в сторону «Пятачка», стадион и больницу. В 1945—1946 годах японских военнопленных хоронили на горе участка в 500 м к северу от посёлка Транзитка. В 1949 году кладбище перенесли в район 2-го участка посёлка Рыбстрой (район улицы Сенявина), на нём было похоронено 516 или 573 военнопленных. 23 декабря 1956 года представителям японского правительства были переданы 1025 последних японских амнистированных военнопленных.

### Посёлки-предшественники города
16 июня 1940 года указом Президиума Верховного Совета РСФСР населённому пункту при бухте Находка Будённовского района присвоено наименование «рабочий посёлок Находка».
На американской карте 1943 года кроме селений Американка и Находка (показана в районе центрального рынка и улицы Портовой) отмечены также жилые постройки в распадках бухты: район улиц Седова — Ленинская, Заводской, Рыбного порта, Моручилища, мыса Линдгольма и мыса Астафьева (из них наибольшее количество жилых построек показано в районе Седова — Ленинской, Рыбного порта и на мысе Астафьева).
В начале 1949 года появился первый пассажирский транспорт — грузотакси с «шашечками» на боку. Утверждено два маршрута: «РИК — Рыбстрой» и «РИК — Автобаза ДС». 28 марта 1949 года Исполнительным комитетом Находкинского районного Совета депутатов трудящихся принято постановление о плане наименования улиц. Прежде улицы не имели наименований, группы домов носили названия: посёлок Рыбстрой, посёлок Транзитка, посёлок Американка, посёлок Портпункт, посёлок Пятачок и так далее.
Первый генеральный план посёлка Находка был разработан московским Гипрогором по проекту Н. Дмитриева в 1949 году, который был утверждён Советом Министров РСФСР 30 августа 1949 года. По генплану 1949 года Находка делилась на три основных района: Центральный, жилой район Рыбников и жилой район Моряков. Проект детальной планировки района Рыбников выполнялся владивостокским Гипрорыбпромом, а района Моряков — московским Союзморпроектом. В ноябре—декабре 1949 года для участия в строительных работах из западных областей страны в Находку приехало 4500 рабочих. Образован трест № 7, который начал строить жильё и объекты культурно-бытового назначения.
Рельеф города представлял для застройки большие трудности: узкая полоска городских строений вытянулась вдоль бухты. Находка тогда не представляла единого массива и распадалась на отдельные участки. «Пятачок» — так здесь называли ровное пространство, отвоёванное у сопок. «Пятачки» строили в распадках, выходящих к бухте и отделённых друг от друга сопками. Единственная транспортная магистраль соединяла ведомственные посёлки: строителей, портовиков, судоремонтников, моряков и рыбников (для работников рыбного порта). Постепенно «пятачки» стали разрастаться, подниматься всё выше и выше на склоны сопок и соединяться между собой. В единое поселение «пятачки» стали сливаться только ко второй половине 1960-х годов.

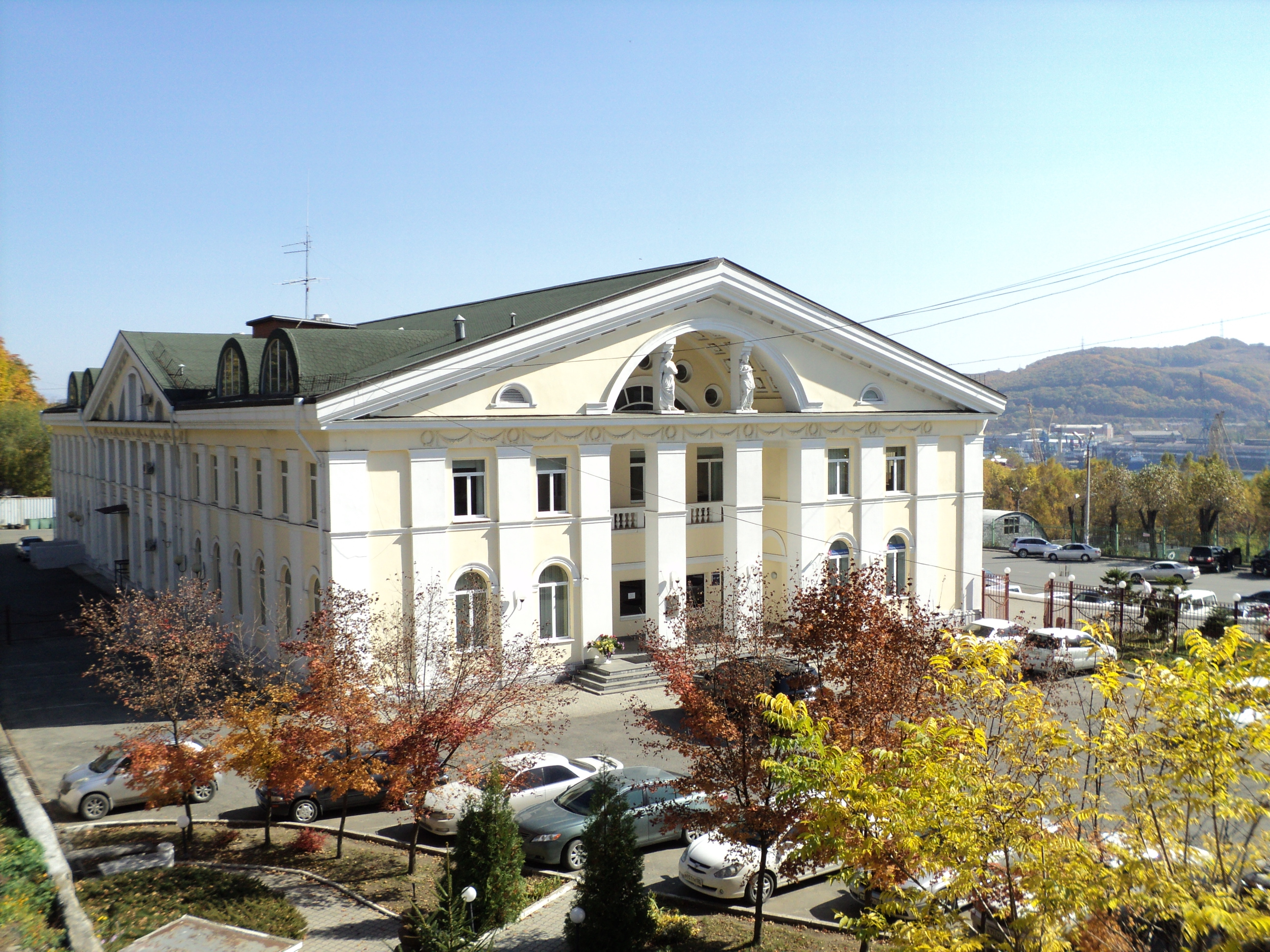
Бывший ДК рыбников (постр. 1954)
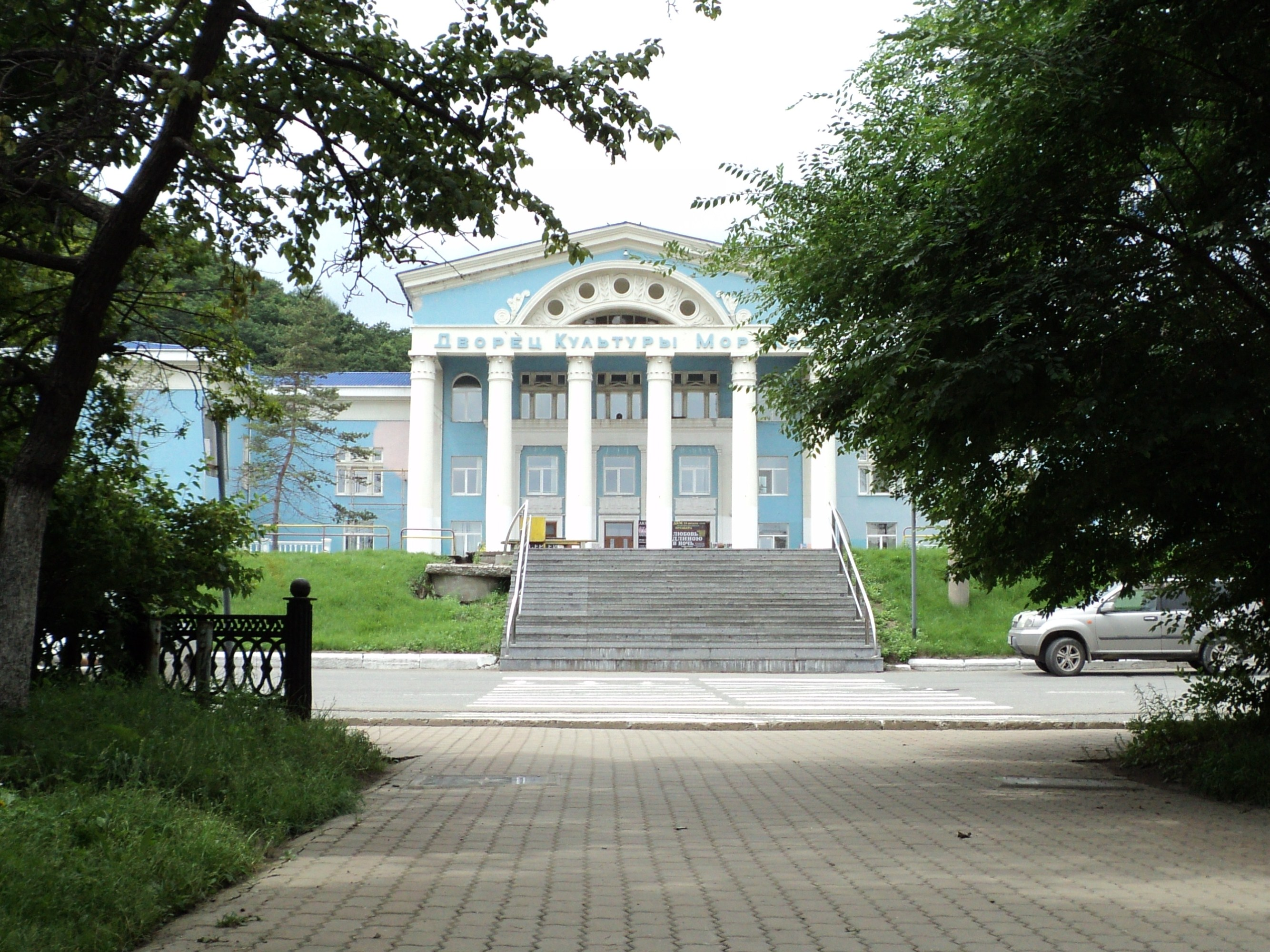
Бывший ДК моряков (откр. 1958)
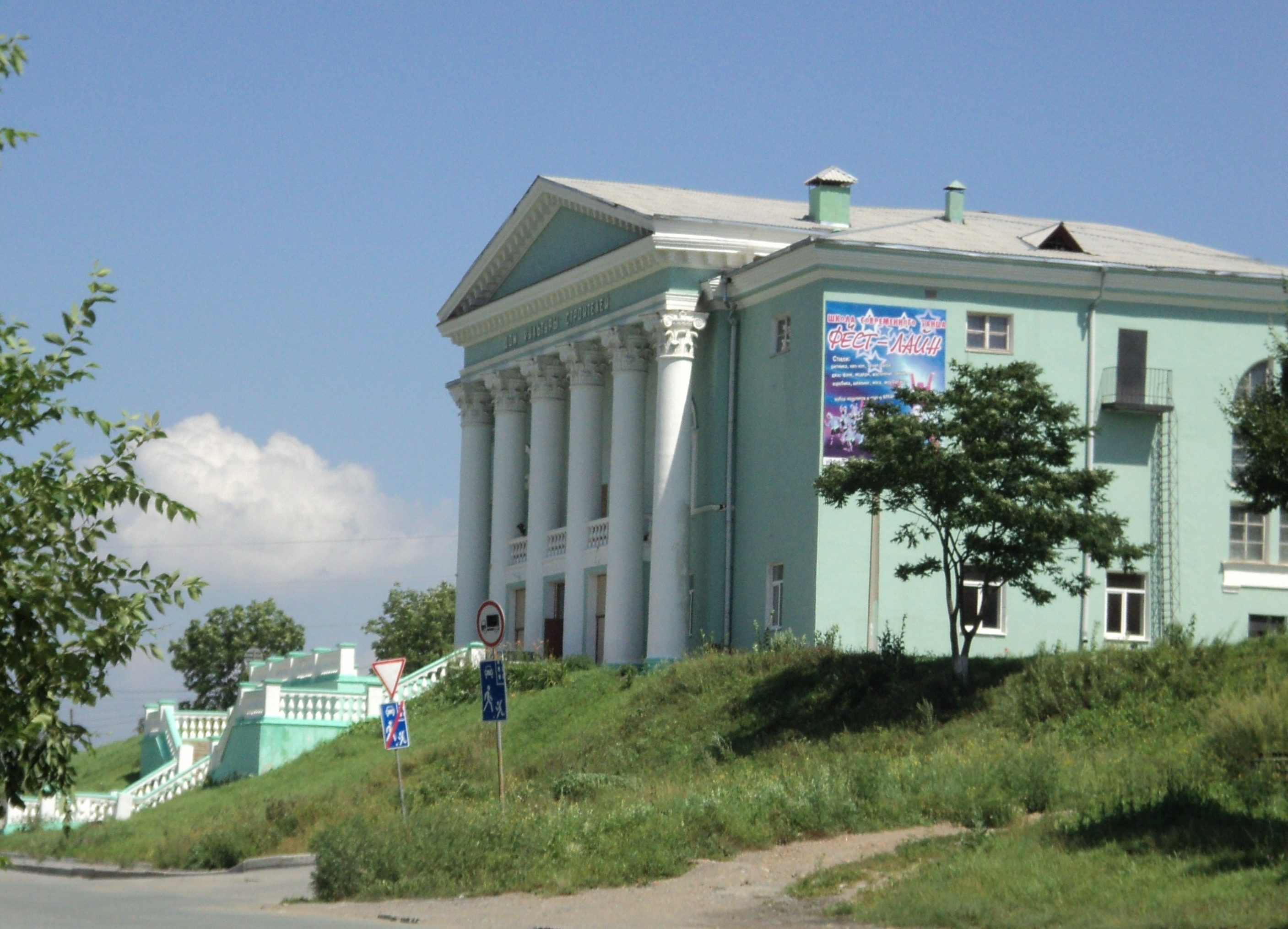
Бывший ДК строителей (откр. 1958)

## 1950-е годы
По воспоминаниям бывшего заместителя начальника станции Бархатная Н. Хромовских, о городе в 1950-х годах говорили: «Находка — это пыль да водка». Пыль, которую поднимали заключённые и автомашины, постоянно стояла над будущим Находкинским проспектом, а водку «с неимеверной страстью» пили постоянно прибывающие строители. Вербованные привезли с собой пьянки, драки, нецензурщину, насилие, разбой, поножовщину. «Люди слабого характера из Находки уезжали. Здесь оставались только те, кто проходил свой „внутривидовой“ отбор… К 1959 году водочный угар начал стихать».
По воспоминаниям находкинского старожила А. Н. Болонина, приехавшего в Находку в 1946 году, после накала обстановки вокруг Кореи в начале 1950-х годов «части под командованием Василевского, квартировавшие в Находке и окрестностях, оставили о себе память в виде доныне действующего „серпантина“ через Американский перевал». Прежде в этом месте была более опасная дорога — прямой «тягун» на подъёме и очень крутой спуск. В районе стадиона «Приморец» была речушка, которую засыпали. На сопке горбольницы располагалось городское кладбище и действовал известковый заводик.
По воспоминаниям старожила Кропачевой, приехавшей в Находку в 1951 году: «В сторону нынешнего Южного микрорайона простирались небольшие отдельные посёлочки, где стояли глиняные китайские жилые фанзы».
В середине 1950-х годов открыты пассажирские линии в бухте, которые соединили морской вокзал с мысом Астафьева, УАМР и вторым участком. Морские трамваи были подспорьем по доставке рабочих на предприятия. Другие линии соединили Находку с бухтой Козьмина, Тафуином, Преображением, островом Путятина и Владивостоком. Эти перевозки просуществовали до середины 1960-х годов. Старожил В. Черников сообщает о существовании посёлка Известковый (будущий посёлок Рыбак).

### 1950—1951 годы
18 мая 1950 года указом Президиума Верховного Совета РСФСР Находкинский район был упразднён, образован город Находка краевого подчинения. 23 мая 1950 года постановлением Находкинского исполкома были названы первые улицы: Центральная (ныне Гагарина), Находкинский проспект, Московская (ныне Ленинская), Лермонтова и Крылова. 28 июня 1950 года учреждена газета «Прибой» — печатный орган Находкинского горкома партии. 15 октября тогда же года газета была переименована в «Сталинское знамя». 23 мая 1950 года Исполнительным комитетом Находкинского совета трудящихся было принято постановление № 155 об утверждении первых улиц города: Находкинского проспекта, Центральной (ныне Гагарина), Лермонтова и Крылова. Позднее появилась улица Московская (ныне Ленинская). 4 декабря 1950 года постановлением Совета Министров СССР образован морской рыбный порт.
В 1951 году начал работу Находкинский судоремонтный завод. НСРЗ выполнял ремонтные работы на судах транспортного флота, в то время как ПСРЗ являлся ведущим ремонтным предприятием рыбной промышленности края.

### 1953 год
В 1953 году проект городской застройки был откорректирован Гипрогором (автор — А. Салищев). По основным жилым районам проект учитывал повышение с 2—3-этажной жилой застройки до 4—5-этажной. По генплану 1953 года город делился на 5 жилых районов, закреплённых за профильными министерствами в зависимости от месторасположения промышленных объектов. Единственным местом, подходящим для городской застройки, была низменность у Солёного озера. Однако местность требовала подсыпку грунта высотой до 2 метров. В жилищном строительстве чаще всего использовались типовые проекты 2—3-этажных домов серий № 228, реже № 401 и 252. Генеральный план определял центральную административную площадь в районе Солёного озера. Застройку центрального части города проектировал московский Гипрогор. Главная улица — Ленинская застраивалась по проектам, одобренным Москвой. В планах застройки центра упоминалось о расположении магазинов на первых этажах. Здания вдоль аллеи построены по типовым проектам. В сталинском ампире возведены городские дома культуры.
В мае 1953 года к морвокзалу причалил теплоход «Адмирал Сенявин» с амнистированными заключёнными на борту. Сойдя на берег, пассажиры теплохода совершили нападения на прохожих, ограбили магазины и вступили в конфликт с рабочими Торгового порта и Судоремонтного завода, но были остановлены прибывшими солдатами, которые открыли по нападавшим огонь на поражение.
В 1953 году в связи с открытием города для посещения иностранцами был образован Находкинский отдел управления КГБ — крупнейший по численности штата и техническому оснащению в Советском Союзе после отдела КГБ города Сочи. О находкинском отделе отзывалась М. Тэтчер.

### 1954—1958 годы
В 1954 году Находку посетили члены Президиума ЦК КПСС, после чего было поручено принять меры «…чтобы город Находка действительно являлся окном нашей страны, обращённым к Азии и Америке».
В ноябре 1958 года открыт Находкинский клуб интернациональной дружбы, который располагал библиотекой, кинозалом, баром и танцзалом.

### Находка — центр пятидесятничества (1957—1990)
Миграция пятидесятников в 1950-е годы начиналась в период быстрого роста населения Находки, когда труд заключённых «Дальстроя» в строительстве города заменялся вольнонаёмными рабочими, прибывавшими со всех концов страны. Среди факторов при выборе Находки в качестве места проживания пятидесятников было объявление Владивостока закрытым для иностранцев городом (1952) и эсхатологические настроения.
С конца 1950-х годов Находка становится центром дальневосточного пятидесятничества. В течение 2—3 лет в Находку из Сибири и Средней Азии прибыло свыше 300 семей христиан веры евангельской. Их переезд был следствием раскола общин и «пророчества» Н. П. Горетого о прибытии в Находку «белых кораблей-ковчегов», которые увезут верующих в «страну обетованную». Под влиянием пророчества верующие продали свои дома и переехали в Находку. В сентябре 1957 года в Находку прибыла семья Н. П. Горетого. Затем в Находку стали приезжать верующие с Украины, Белоруссии, Урала, Сибири, Киргизии, Казахстана, Узбекистана и других мест, «где власти… стали запрещать богослужения». В 1958—1959 годах в Находке насчитывалось до двух тысяч пятидесятников. Миграция продолжалась и в последующие годы.
С начала 1960-х годов в Находке разворачивается противостояние городских властей и общественности (профсоюзы, школы и другие учреждения) с пятидесятниками. Со стороны населения города существовало негативное отношение к пятидесятникам. В Находке в спецтюрьме содержались многие представители пятидесятничества, которые арестовывались за религиозные убеждения и распространение Библии. В 1961 году Находкинский городской суд приговорил по статье 227 УК РСФСР к лишению свободы Н. П. Горетого, В. О. Бобарыкина и других активных членов общины. В 1965 году руководители общины вновь привлекались к уголовной ответственности за «антисоветскую агитацию и пропаганду». На протяжении 1960—1980-х годов пятидесятников в Находке лишали родительских прав, избивали, увольняли с работы, задерживали органы МВД.
В 1976 году руководители общины, основываясь на высказываниях американского президента Дж. Картера, сделали вывод, что настало время для «исхода из грешной земли». В конце 1980-х годов все желающие по мотивам вероисповедания смогли покинуть советский Дальний Восток (выехали за пределы страны).

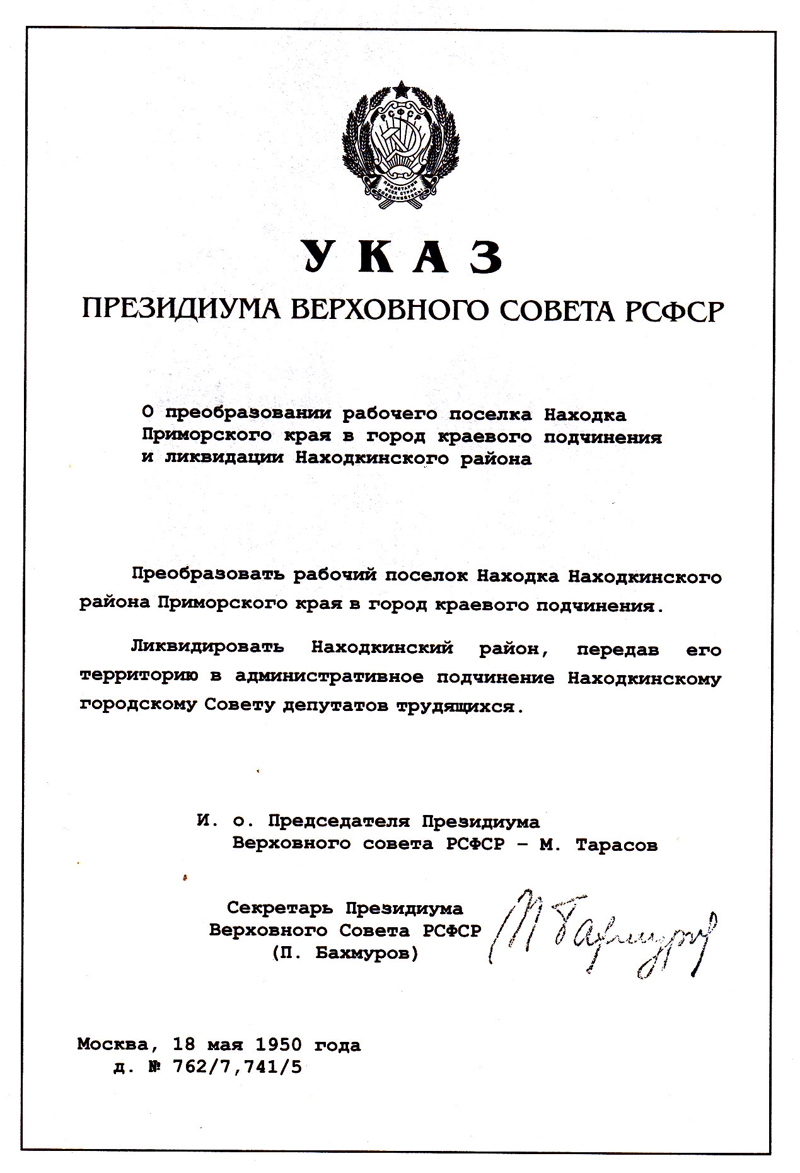
Указ (1950)
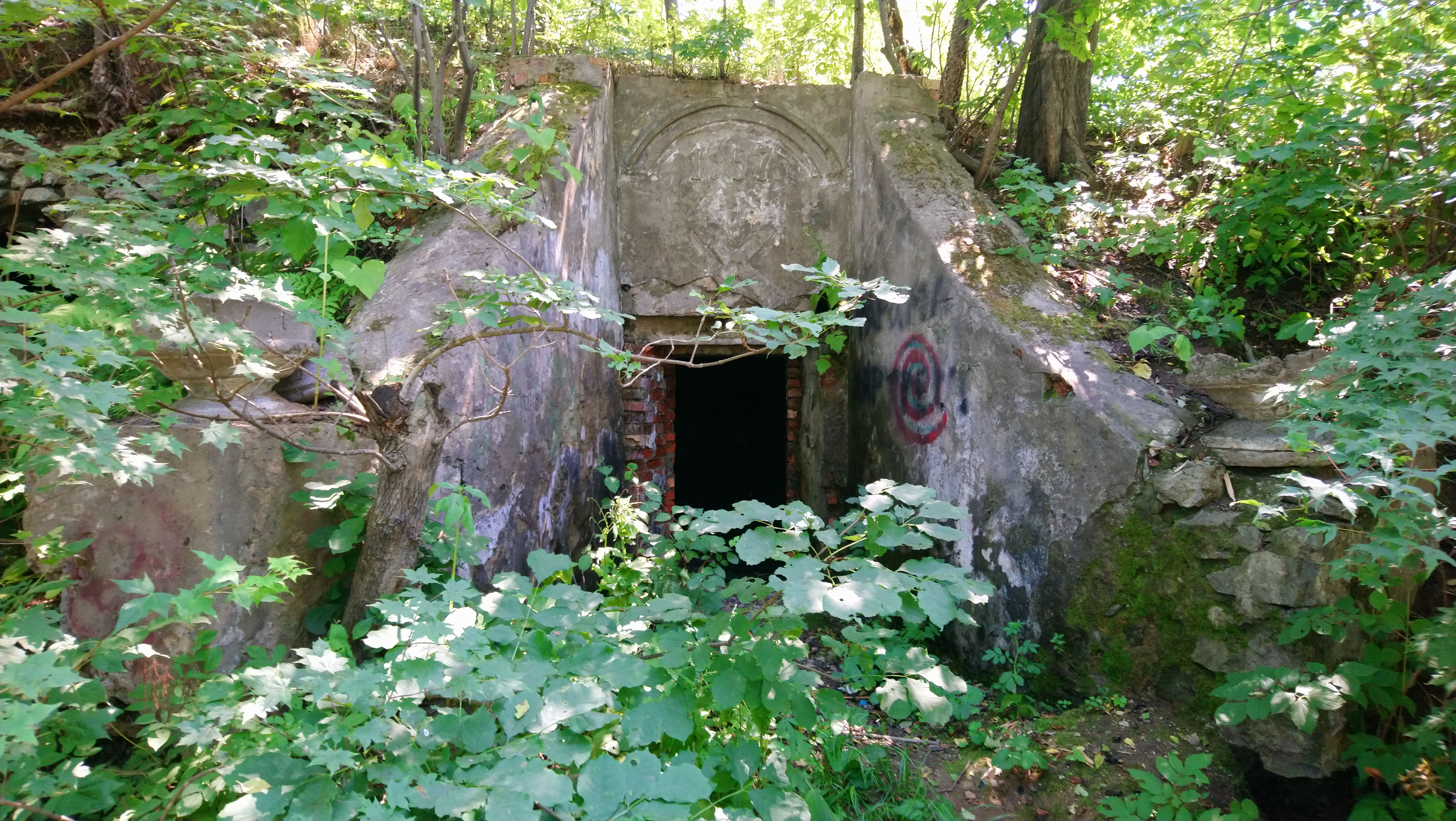
Сооружение в сопке Пограничная — Тихоокеанская (1957)
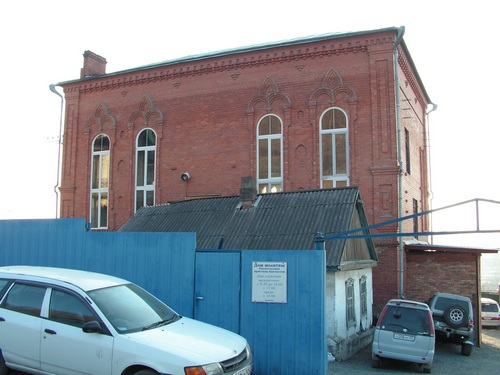
Старый и новый молитвенные дома пятидесятников

## 1960-е годы
В 1960-е годы каждый год в город тысячами прибывали новые люди. В начале десятилетия здесь ежегодно сдавалось 35—40 тысяч квадратных метров жилья. По воспоминания первого секретаря находкинского горкома Н. Т. Хромовских, Находка за десятилетие совершила гигантский скачок от «пыли да водки» к современному цветущему городу со всей необходимой для него инфраструктурой.
В начале 1960-х годов, вопреки позиции находкинского горкома и горисполкома, под давлением Минтрансстроя и краевых властей городской пляж в районе станции Бархатная был передан под строительство завода железобетонных конструкций.
В 1960-е годы у Находки «начинает формироваться статус международного, единственного на дальневосточном побережье центра политического и социально-экономического взаимодействия со странами бассейна Тихого океана».
В 1961 году открыта морская пассажирская линия Находка — Иокогама. 27 апреля 1961 года улица Московская переименована в Ленинскую.
В 1966 году открыта морская пассажирская линия Находка — Иокогама — Гонконг.

## 1970-е годы
Порт Находки, родившийся до начала Великой Отечественной войны, получил своё развитие в годы девятой и десятой пятилеток (1971—1980) в связи с расширением торговых связей СССР со странами Тихого океана и Юго-Восточной Азии.
В начале 1970-х годов, до появления автовокзала, автобусы междугороднего сообщения отправлялись с «Бархатной». К концу 1970-х годов в Находке на 96 % были ликвидированы бараки. В 1970-е годы НСРЗ начал развивать новое направление — судостроение: завод строил пассажирские теплоходы прибрежного плавания. На ПСРЗ создана собственная строительная организация, которая построила целый микрорайон города.
1 января 1972 года образовано Приморское морское пароходство.
В 1974 году образован трест КПД-2, впоследствии преобразованный в промышленно-строительное объединение «Находкагражданстрой».
Большое развитие получили приёмы из Японии «караванов», или «кораблей дружбы» с туристической молодежью. В середине 1970-х годов в Находку ежегодно прибывало до девяти таких кораблей, отсюда туристы отправлялись в разные города Советского Союза.
В 1976 году введён в строй завод КПД-80: жилищное строительство велось в Находке и Партизанске.
3 июня 1977 года принято Постановление Совета Министров СССР № 467 «О мерах по развитию в 1978—1985 гг. городского хозяйства г. Находки». Документ определял масштабное строительство жилья, объектов благоустройства и инфраструктуры. Население города должно было составить не менее 350 тысяч человек, прогнозировался рост до 1 млн жителей. Согласно новому генеральному проекту застройки, центральная часть Находки должна была расположиться в долине и на возвышенности у Солёного озера Там же был запланирован городской парк и стадион на 25 тысяч зрителей, треть жилого строительства должны были составить 9-этажные дома. В устье реки Партизанской запланирована лесо-парковая зона со спортивным комплексом.
По состоянию на 1979 год существовали местные названия: «Первый пятачок», «Второй пятачок», «Транзитка» и посёлок «Водолазный».

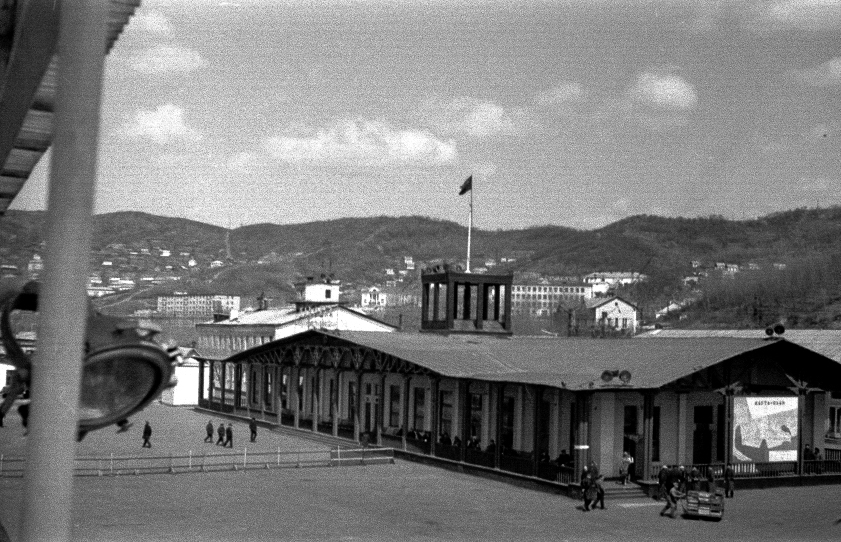
Прежнее здание морвокзала (1970)
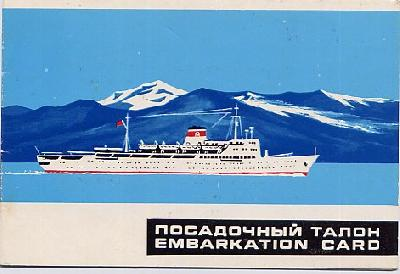
Посадочный талон на теплоход «Хабаровск», курсировавший между Находкой и Иокогамой
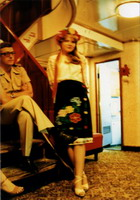
Танцовщица на борту теплохода (1985)

## 1980-е годы
К началу 1980-х годов Находка являлась портом союзного и международного значения, важным распределительным портом Дальневосточного экономического района. Порт Находки был лайнерным, рыболовным, танкерным и пассажирским. На экспорт отправлялся прежде всего уголь, лес, химические грузы и промышленные товары. Для осуществления внешнеторговых операций в коммерческом порту Находка, здесь были созданы внешнеторговые организации. Управление по внешней торговле и филиал Всесоюзной Торговой палаты вели переговоры с иностранными фирмами. «Союзвнештранс» занимался организацией перевозки экспортно-импортных грузов. «Союзнефтеэкспорт» осуществлял операции по экспорту нефти и нефтепродуктов. «Дальинторг» заведовал прибрежной торговлей. Находка была городом международных выставок, научных симпозиумов, совещаний и встреч деятелей и молодёжи стран Тихого океана. В пионерских лагерях Находки ежегодно отдыхали школьники из Японии, прибывавшие в Находку на теплоходах.
По состоянию на 1987 год в состав Находкинского горсовета входили посёлки Врангель, Ливадия и 8 сельских поселений, внутри территории горсовета сохранялось деление на поселковые и сельские советы.
В Находке создан первый на Дальнем Востоке молодёжный жилой комплекс — Находкинский МЖК. В 1985 году группа энтузиастов в составе С. Бондарева, В. М. Ходырева и К. Веселкина выступили перед горкомом комсомола с предложением создать МЖК. Учредителями МЖК, добровольно принявшие обязательство по финансированию строительства, выступили трест КПД-2 (он же — главный подрядчик), Судоремонтный завод, БАМР и Торговый порт. В том же году «Приморгражданпроект» начал разрабатывать проект. 150 «эмжековцев» были отправлены на завод КПД-80. В июле 1987 года Находкинский МЖК сдал в строй два первых дома.

## 1990-е годы
Свободная экономическая зона «Находка» действовала с 1990 по 2006 год на территории города Находки и Партизанского района. С 1990 по 1997 год государство инвестировало в проекты СЭЗ «Находка» 464,5 млн рублей, большая часть которых была потрачена на развитие инфраструктуры территории: модернизацию систем водоснабжения, теплоснабжения, энергетики, транспортной системы, связи, гостиниц. Было создано 118 совместных предприятий, привлечено инвестиций в объёме около $ 220 млн. Приоритетными проектами свободной зоны являлись Российско-американский технопарк, Российско-корейский технопарк, аэропорт «Находка», нефтеналивной терминал в порту Восточном, Находкинская ТЭЦ.
До 1992 года Находка была единственным городом и портом на российском Дальнем Востоке, открытым для посещения иностранцами; центром международного общения. Находку ежегодно посещало от 100 до 150 тысяч туристов со всех концов мира, до 40 официальных иностранных делегаций. В город регулярно приезжали работники ЦК КПСС, Совета Министров СССР, известные деятели культуры.

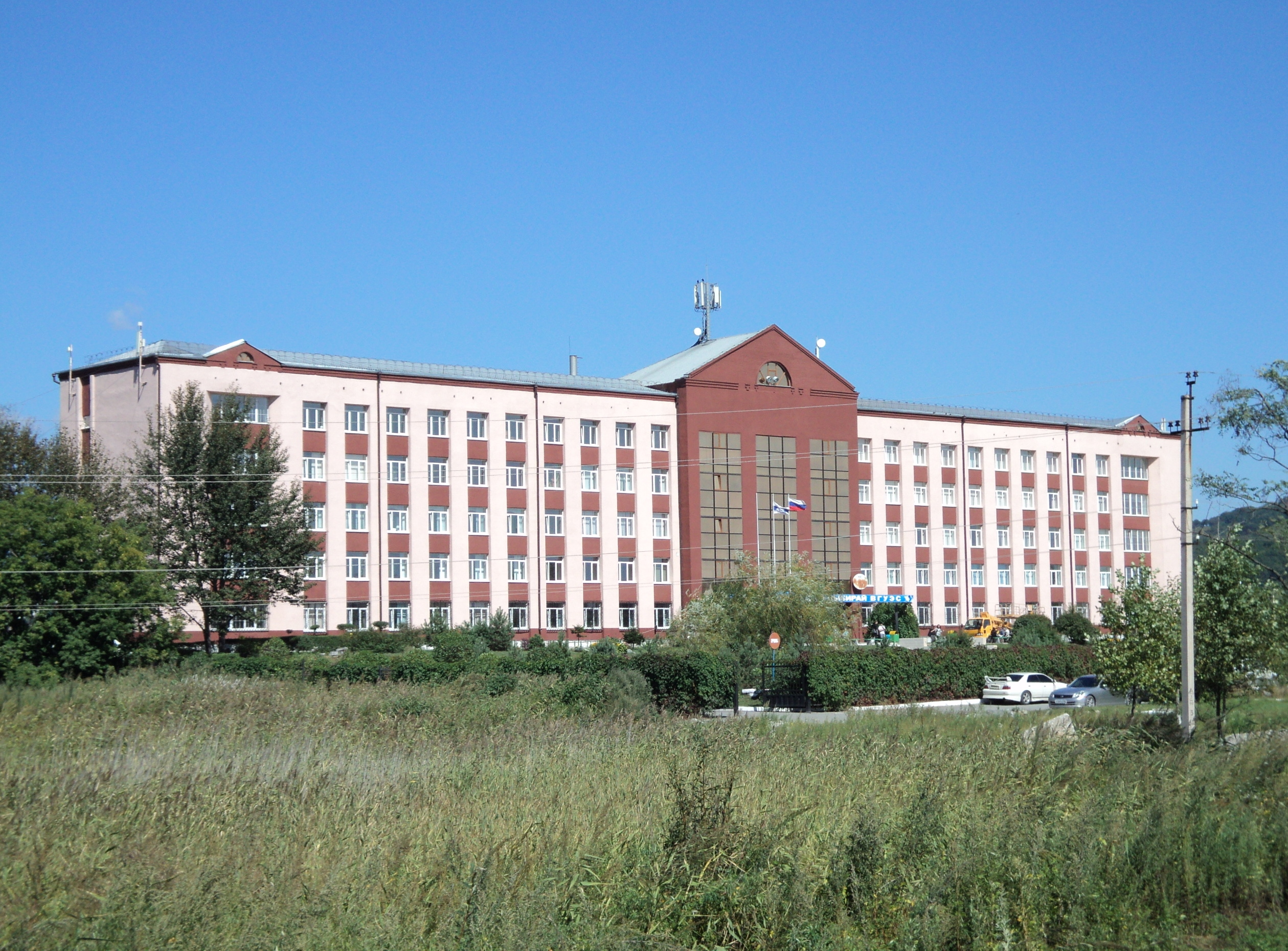
Дом Советов, переданный в 1997 году филиалу ВГУЭС
Гостиница «Юань-Дун»
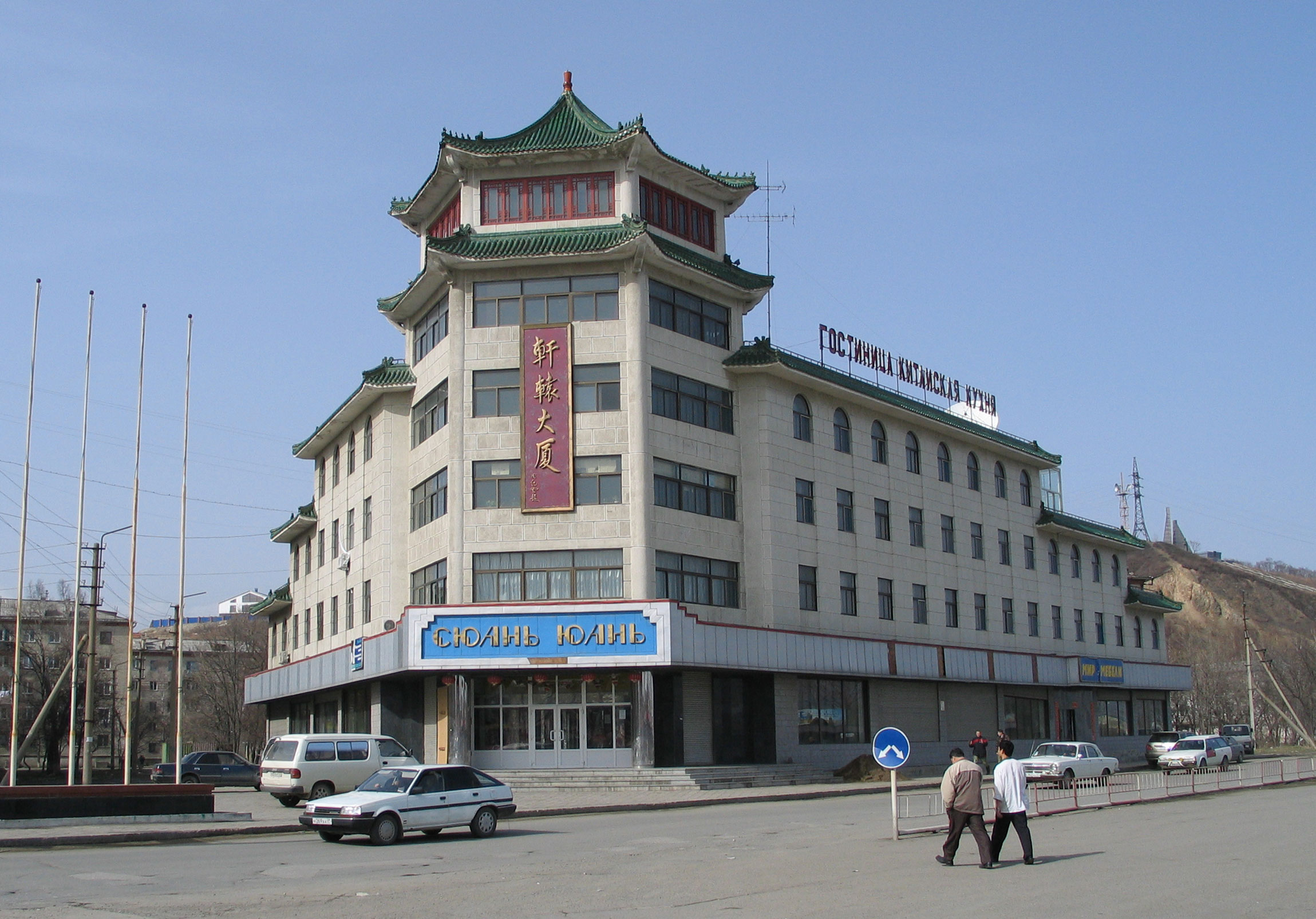
Гостиница «Сюань-Юань» (постр. 2000)

### Приватизация предприятий
Приватизация предприятий в массовом порядке в свободной экономической зоне «Находка» началась раньше, чем в остальной России — еще до появления ваучеров: в августе—ноябре 1992 года. Процедура приватизации была проведена в сроки, установленные «доваучерными» законами. Морские порты и транспортные предприятия были приватизированы уже в сентябре 1992 года. Находкинский морской торговый порт, Находкинский судоремонтный завод и Приморское морское пароходство были преобразованы комитетом по управлению имуществом города Находки в акционерные общества открытого типа без согласования с федеральными органами власти: закрепление акций в государственной собственности не предусматривалось.
5 апреля 1993 года вице-президент А. В. Руцкой распорядился направить в Находку рабочую группу Межведомственной комиссии Совета безопасности России по
борьбе с преступностью и коррупцией. 16 апреля 1993 года на заседании Верховного Совета он обвинил администрацию СЭЗ «Находка» в нарушении порядка приватизации предприятий, и, ссылаясь на выводы комиссии, сделал громкое заявление о собранных «12 чемоданах компромата».
Главным приватизатором города был Владимир Моисеевич Мусарский — председатель фонда имущества города Находки с начала 1990-х годов по 1998 год. Именно его многие считали главным действующим лицом в скандалах вокруг передела собственности в находкинских предприятиях. Губернатор Наздратенко обвинял Мусарского в том, что тот «разбазарил Приморский судоремонтный завод и спустил за бесценок занимаемую предприятием землю».
Приватизация крупнейших предприятий:
| Предприятие                    | Консолидация акционерного капитала | Дальнейшая судьба активов |
| Находкинская БАМР              | По материалам Счётной палаты, стоимость предприятия была оценена в 1 048 000 долларов (дешевле, чем стоимость строительства одного среднетоннажного рыбопромыслового судна). В 2003 году предприятием владело несколько крупных акционеров-фирм.                           | В 2003 году местные фирмы продали 50 % акций «Евразхолдингу» примерно за 20 000 000 долларов.                                     |
| Приморский СРЗ                 | В 1994 году оказалось, что контрольный пакет акций «на льготных условиях» был приобретён «Тихоокеанской торгово-промышленной компанией» во главе с А. Заварзиным. | В 2021 году контрольный пакет акций по-прежнему принадлежал братьям Заварзиным.                                                   |
| Рыбный порт                    | По словам бывшего губернатора Е. И. Наздратенко, предприятие в ходе приватизации было продано за 2700 долларов. Счётная палата ставила под сомнение законность приватизации. На протяжении 1994—2021 годов предприятие переходило в собственность множества фирм и физлиц. | В 2006 году акционеры продали 90% акций компании «ДВТГ» оценочно за 5 000 000 — 10 000 000 долларов.                              |
| Торговый порт                  | По мнению А. В. Руцкого, предприятие в ходе приватизации было продано за 10 млн рублей. По сообщению газеты «Коммерсантъ» от 26.04.1993 года, предприятие продавалось дороже уставного капитала в 220 млн рублей.                                                          | В 2001 году руководство во главе с гендиректором Г. Н. Мясниковым продало «Евразхолдингу» около 60% акций за 10 000 000 долларов. |
| Находкинский СРЗ               | Предприятием владело несколько крупных акционеров: фирм и физлиц. | В 2018 году единственным акционером было АО «МП Групп».                                                                           |
| Находкинская ЖБФ               | В 2011 году предприятием владело несколько крупных акционеров: фирм и физлиц. Свыше половины акционерного капитала находилось в руках фирм с пропиской в г. Владивосток и п. Терней.                                                                                       | Фабрика снесена, на её месте с 2011 года — угольный причал.                                                                       |
| Приморское морское пароходство | Через вторую эмиссию акций в 1995 году, проданных за 70 600 долларов дочерней фирме ПМП — «Приско-Стокс», которая, в свою очередь, продала их фирме «Кринстон»: так ПМП (с флотом в 38 судов) фактически перешло в руки А. Д. Кириличева.                                  | В 2016 году — банкротство, флот из 9 танкеров продан за 215 000 000 долларов.                                                     |

## 2000-е годы
В 2003 году была закрыта школа прапорщиков по подготовке младших морских специалистов. В 2004 году инициативная группа посёлка Врангель во главе с В. Литвиновым попыталась добиться выхода посёлка из юрисдикции находкинской администрации и получения Врангелем статуса самостоятельного муниципального образования. В октябре 2006 года застрелился помощник главы городского округа Олег Шашелев.

### 2009 год
2009 год был отмечен завершением строительства объездной дороги до улицы Дальней, капитальным строительством дороги от улицы Советская до МЖК. 28 декабря 2009 года в присутствии Председателя Правительства РФ был торжественно открыт «Спецморнефтепорт Козьмино». Дальнейшее развитие города связывается с началом строительства нефтеперерабатывающего завода.

## 2020-е годы
27 июля 2020 года на площади Красных Партизан г. Находка собрались граждане на очередную экологическую акцию против строительства Находкинского завода минеральных удобрений (НЗМУ), ориентированного на производство следующих химикатов: метанол, аммиак, карбамид. Его сооружение начато в районе бухты Козьмина — в ТОРе «Нефтехимический», который власти образовали на 900 га, выведенных из территории Находкинского городского округа (НГО), при этом собственник НЗМУ заключил контракт на строительство с китайской фирмой, с привлечением 3000 рабочих из Китая и возведением для них жилья.

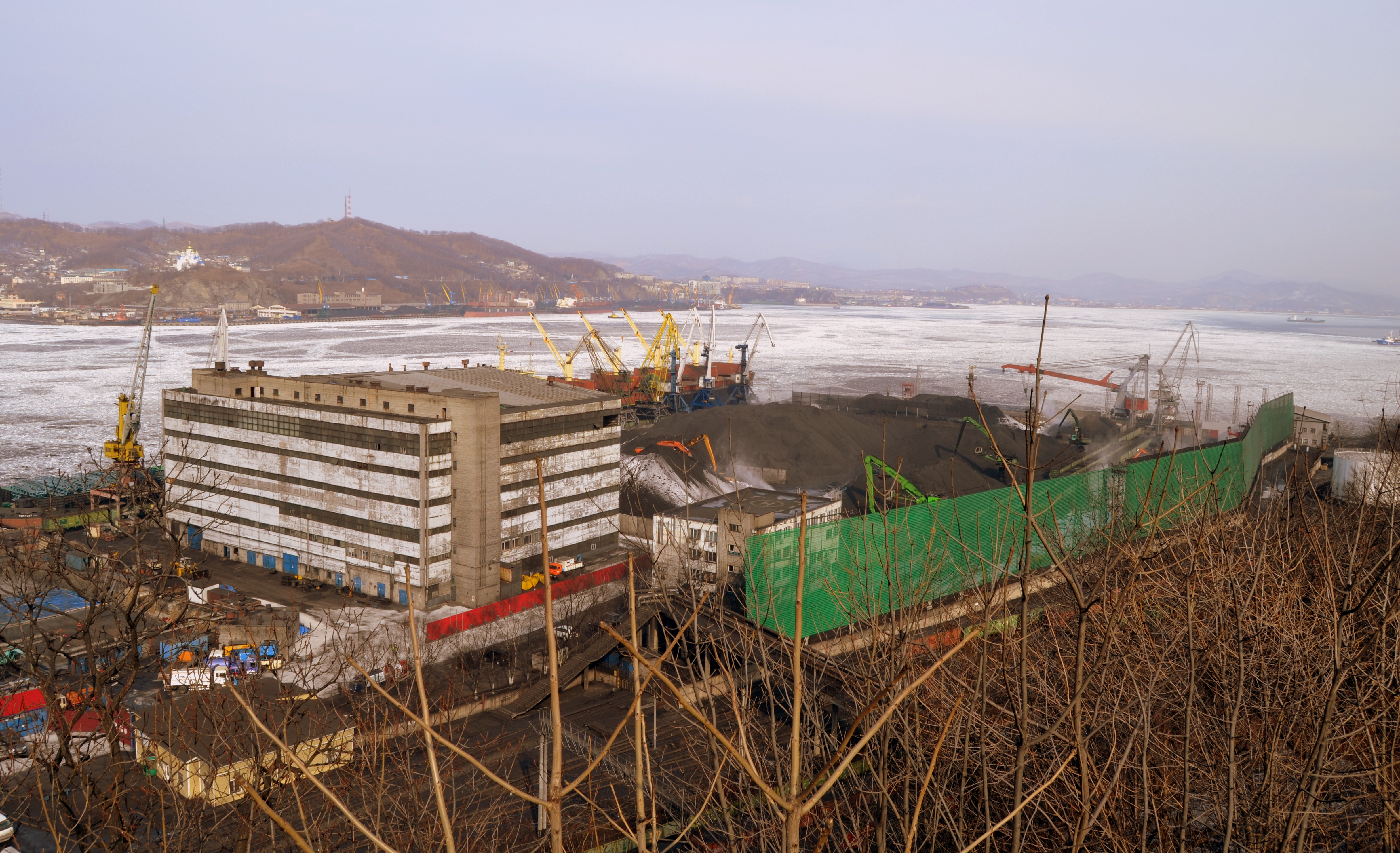
Бывшая ЖБФ, ныне — угольный причал
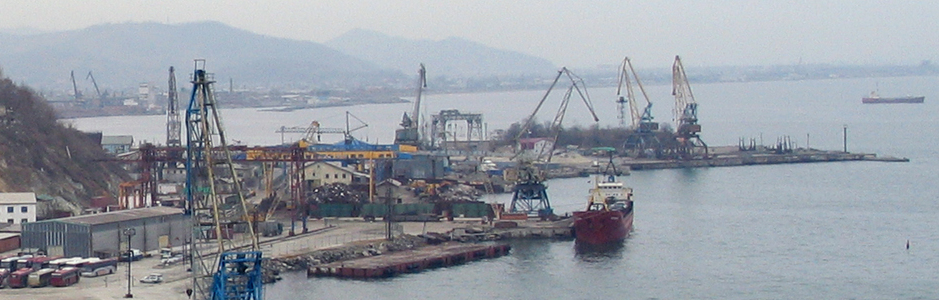
На месте острова Новицкого лесистая сопка (2006). В 2010-е годы остатки острова были окончательно уничтожены при сооружении площадки для перевалки угля
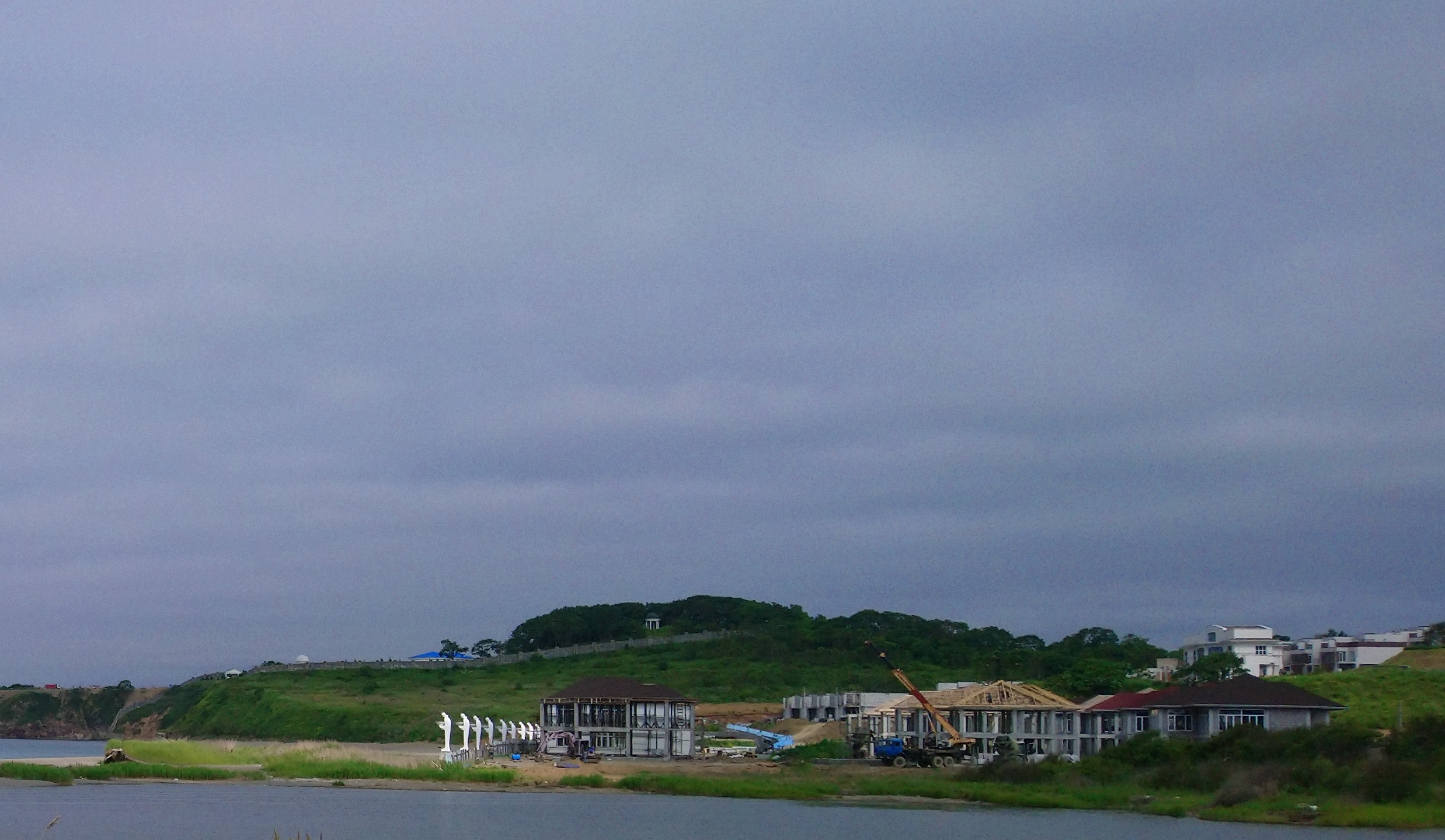
Городской пляж «Золотари», проданный под коттеджи

## Административно-территориальная принадлежность местности
| Период                 | Административно-территориальная единица                                 |
| ---------------------- | ----------------------------------------------------------------------- |
| С 1867 года            | Сучанский участок Новгородского постового округа Южно-Уссурийского края |
| С 4 июня 1868 года     | Сучанский округ Южно-Уссурийского края                                  |
| С 1869 до 1873 года    | Земли Сибирского удельного ведомства                                    |
| С 1873 года            | Сучанский округ Южно-Уссурийского края                                  |
| С 1875 года            | Суйфунский округ Южно-Уссурийского края                                 |
| С 1880 года            | Сучанский участок Южно-Уссурийского округа                              |
| С 1902 года            | Южно-Уссурийский уезд                                                   |
| С 1909 года            | Сучанская волость                                                       |
| С 1924 года            | Владимиро-Александровская волость                                       |
| С 1926 года            | Сучанский район                                                         |
| С 1935 года            | Владимиро-Александровский район                                         |
| С 1935 года            | Будённовский район                                                      |
| С 9 сентября 1944 года | Находкинский район                                                      |
| С 18 мая 1950 года     | Город краевого подчинения                                               |
| С 1963 до 1965 года    | Находкинский сельский район                                             |
| С 1 января 2005 года   | Находкинский городской округ                                            |